# Nekrolog 1893
Nekrolog
◄◄
| ◄
| 1889
| 1890
| 1891
| 1892
| 1893 | 1894 | 1895 | 1896 | 1897 | ► | ►►
Weitere Ereignisse | Allgemeiner Nekrolog 1893
Die Beschreibung der verstorbenen Person sollte so kurz wie möglich gehalten sein und nur deren signifikante Tätigkeit(en) enthalten.
Neue Namen ggf. auch unter dem Geburts- und Sterbedatum, also etwa unter 1. Januar und im Geburts- und Sterbejahr (2024) eintragen (nur bei entsprechender großer Wichtigkeit). Für Beispiele siehe die schon vorhandenen Artikel.
Außerdem über die fünf zuletzt Verstorbenen, zu denen es einen ausreichend guten Artikel für eine Präsentation auf der Hauptseite gibt, nach der todesbedingten Überarbeitung der Artikel ggf. auch unter Wikipedia Diskussion:Hauptseite informieren und sie am besten auch in den anderen Wikipedia-Sprachversionen eintragen. Tipp: Regelmäßig bei news.google.de nach „ist tot“, „gestorben“ oder „verstorben“ suchen.
Wenn eine Person gestorben ist, gibt es viele Seiten zu dieser Person in der Wikipedia, die davon auch betroffen sind und entsprechend aktualisiert werden müssen. Beispiele: Namenübersichtsseite, Geburtsjahr, Geburtsort-Seiten und viele mehr.
Wie finde ich die betroffenen Seiten?
Im Suchfeld auf der linken Seite gibt man den Suchbegriff so ein: „Vorname Nachname“. Dann klickt man auf Volltext und alle Seiten mit entsprechendem Suchtext werden aufgerufen. Hier sieht man dann schnell, wo auch das Todesjahr Sinn macht oder sogar ein Teil des Artikels angepasst werden muss. Auch hilft das „Werkzeug“ auf der linken Seite sehr gut, um solche Seiten aufzufinden: „Links auf diese Seite“. Somit ist die Wikipedia wieder aktuell in allen Bereichen! Hinweis: bei Eintragung der Kategorie „Gestorben JAHR“ wird der Missbrauchsfilter 49 ausgelöst, was jedoch nicht schlimm ist. Siehe: Spezial:Missbrauchsfilter/49
Dies ist eine Liste von im Jahr 1893 verstorbenen bekannten Persönlichkeiten. Die Einträge erfolgen innerhalb der einzelnen Daten alphabetisch sortiert. Tiere sind im Nekrolog für Tiere zu finden.

## Januar
| Tag        | Name                              | Beruf, bekannt als                                                                                      | Alter | Beleg |
| ---------- | --------------------------------- | --- | ----- | ----- |
| 1. Januar  | Eben Norton Horsford              | US-amerikanischer Chemiker und Ernährungswissenschaftler                                                | 74    |       |
| 2. Januar  | Adolf von Daniel                  | württembergischer Oberamtmann und Politiker                                                             | 76    |       |
| 2. Januar  | Johann Jakob Mezger               | Schweizer evangelischer Geistlicher und Heimatforscher                                                  | 75    |       |
| 2. Januar  | Benjamin Vetter                   | Schweizer und deutscher Zoologe, Anatom und Hochschullehrer                                             | 44    |       |
| 2. Januar  | John Obadiah Westwood             | englischer Entomologe, Archäologe und Illustrator                                                       | 87    |       |
| 3. Januar  | Richard Steche                    | deutscher Kunsthistoriker und Architekt                                                                 | 55    |       |
| 4. Januar  | Joseph-Antoine Boullan            | französischer Priester                                                                                  | 68    |       |
| 4. Januar  | Theodor Jacobs                    | deutscher Admiralitätsrat und Politiker (NLP), MdR                                                      | 68    |       |
| 4. Januar  | August Riechers                   | deutscher Geigen- und Bogenbauer                                                                        | 56    |       |
| 5. Januar  | Tommaso Agudio                    | italienischer Ingenieur                                                                                 | 65    |       |
| 5. Januar  | Karel vom heiligen Andreas        | niederländischer Priester und Passionist                                                                | 71    |       |
| 5. Januar  | Eduard Steinacker                 | deutscher Lehrer und Autor                                                                              | 53    |       |
| 6. Januar  | Angelo Baroffio                   | Schweizer Jurist und Politiker                                                                          | 77    |       |
| 6. Januar  | Anton Ferdinand Benda             | deutscher Ingenieur und Eisenbahnunternehmer                                                            | 75    |       |
| 6. Januar  | Paul Gottlob Kind                 | Schweizer reformierter Pfarrer                                                                          | 70    |       |
| 6. Januar  | Ludwig von Paar                   | österreichischer Diplomat und Kunstsammler                                                              | 75    |       |
| 7. Januar  | Josef Stefan                      | österreichischer Mathematiker und Physiker                                                              | 57    |       |
| 8. Januar  | Paul von Borcke                   | deutscher Rittergutsbesitzer und Parlamentarier                                                         | 52    |       |
| 8. Januar  | Ludwig Seeger                     | österreichischer Arzt und Schriftsteller                                                                | 61    |       |
| 9. Januar  | Friedrich Lancelle                | deutscher Jurist und Parlamentarier                                                                     | 90    |       |
| 9. Januar  | Bertha von Marenholtz-Bülow       | deutsche Kindergarten-Pädagogin                                                                         | 82    |       |
| 9. Januar  | Gustav Volkmar                    | deutscher protestantischer Theologe                                                                     | 83    |       |
| 10. Januar | Alexis André                      | römisch-katholischer Priester und Missionar                                                             | 60    |       |
| 10. Januar | Carl Morgenstern                  | deutscher Landschaftsmaler                                                                              | 81    |       |
| 11. Januar | Benjamin Franklin Butler          | US-amerikanischer Jurist, Politiker und General                                                         | 74    |       |
| 11. Januar | John E. Kenna                     | US-amerikanischer Politiker                                                                             | 44    |       |
| 11. Januar | Karl Ludolf Menzzer               | deutscher Philologe, Lehrer und Naturphilosoph                                                          | 76    |       |
| 11. Januar | Daniel Spitzer                    | österreichischer Schriftsteller, Satiriker und Feuilletonist, Jurist                                    | 57    |       |
| 12. Januar | Karl Hill                         | deutscher Opernsänger                                                                                   | 61    |       |
| 12. Januar | Friedrich Meyersburg              | deutscher Rechtsanwalt und Kommunalpolitiker                                                            |       |       |
| 12. Januar | Ludwig Rohbock                    | deutscher Landschafts- und Architekturzeichner und Stahlstecher                                         | 68    |       |
| 13. Januar | Hermann Maute                     | deutscher Architekt und Oberamtsbaumeister in Heilbronn                                                 |       |       |
| 13. Januar | Melitta Otto-Alvsleben            | deutsche Opernsängerin                                                                                  | 50    |       |
| 13. Januar | William H. Wickham                | US-amerikanischer Politiker                                                                             | 60    |       |
| 14. Januar | John B. Rice                      | US-amerikanischer Politiker                                                                             | 60    |       |
| 15. Januar | Andreas Hilpert                   | deutscher Bäcker, Bierbrauer und Politiker (Zentrum), MdR                                               | 55    |       |
| 15. Januar | Rufus Ingalls                     | US-amerikanischer Brigadegeneral der Nordstaaten im Bürgerkrieg                                         | 72    |       |
| 16. Januar | Hermann Eckstein                  | deutsch-südafrikanischer Bergbau-Magnat und Bankier                                                     | 46    |       |
| 16. Januar | Johan Philip Koelman              | niederländischer Porträt- und Genremaler, Lithograf und Bildhauer sowie Kunstkritiker und Kunstpädagoge | 74    |       |
| 16. Januar | Carl Pichler                      | österreichischer Opernsänger (Bariton)                                                                  | 71    |       |
| 16. Januar | Victor Frédéric Verrimst          | französisch-belgischer Kontrabassist, Organist und Komponist                                            | 67    |       |
| 16. Januar | Paul Heinrich von Zech            | deutscher Physiker und Astronom                                                                         | 64    |       |
| 17. Januar | Karl Anrather                     | Südtiroler Maler                                                                                        | 31    |       |
| 17. Januar | Rutherford B. Hayes               | US-amerikanischer Politiker, 19. Präsident der USA (1877–1881)                                          | 70    |       |
| 18. Januar | Julius Eichberg                   | deutsch-amerikanischer Violinist, Pädagoge, Komponist, Autor                                            | 68    |       |
| 18. Januar | Johannes Göser                    | deutscher Geistlicher und Politiker (Zentrum), MdR                                                      | 65    |       |
| 18. Januar | Gustav Normann                    | estnischer Orgelbauer                                                                                   | 71    |       |
| 18. Januar | Knut Felix von Willebrand         | finnischer Mediziner                                                                                    | 78    |       |
| 19. Januar | Stefan Augsburger                 | donauschwäbischer Lyriker, katholischer Priester und Politiker                                          | 52    |       |
| 19. Januar | Rudolph Hartmann                  | deutscher Arzt und Heimatforscher                                                                       | 76    |       |
| 20. Januar | Henry Dixon                       | britischer Fotograf                                                                                     | 72    |       |
| 21. Januar | Friedrich Wilhelm Euler           | Orgelbauer                                                                                              | 65    |       |
| 22. Januar | David Cassel                      | deutscher Historiker und Rabbiner                                                                       | 74    |       |
| 22. Januar | Joseph Gregory Dwenger            | US-amerikanischer Geistlicher, Bischof von Fort Wayne                                                   | 55    |       |
| 22. Januar | Kawatake Mokuami                  | japanischer Kabuki-Autor                                                                                | 76    |       |
| 22. Januar | Vinzenz Lachner                   | deutscher Komponist und Dirigent                                                                        | 81    |       |
| 23. Januar | Phillips Brooks                   | US-amerikanischer Geistlicher, Bischof der Episkopalkirche                                              | 57    |       |
| 23. Januar | Joseph Alfred Foulon              | Bischof von Nancy, Erzbischof von Besançon, Erzbischof von Lyon                                         | 69    |       |
| 23. Januar | Rudolf Freny                      | österreichischer Opernsänger (Bariton)                                                                  | 67    |       |
| 23. Januar | John W. Hall                      | US-amerikanischer Politiker                                                                             | 76    |       |
| 23. Januar | Carl Kirchhoff                    | deutscher Reichsgerichtsrat                                                                             | 72    |       |
| 23. Januar | Lucius Quintus Cincinnatus Lamar  | US-amerikanischer Politiker, Armeeoffizier und Jurist                                                   | 67    |       |
| 23. Januar | Adolf von Scheurl                 | deutscher Kirchenrechtler                                                                               | 82    |       |
| 23. Januar | José Zorrilla y Moral             | spanischer Dichter und Dramatiker                                                                       | 75    |       |
| 24. Januar | Eisik Meir Dick                   | jiddischer Schriftsteller                                                                               |       |       |
| 24. Januar | Wilhelm von Grolman               | preußischer General der Infanterie                                                                      | 63    |       |
| 24. Januar | Otto Kahler                       | österreichischer Internist und Pathologe                                                                | 44    |       |
| 24. Januar | Julius Price                      | Tänzer                                                                                                  | 59    |       |
| 25. Januar | Emil Pahlke                       | preußischer Bürgermeister                                                                               |       |       |
| 25. Januar | Grigor Parlitschew                | bulgarischer Schriftsteller                                                                             | 63    |       |
| 26. Januar | Alfred Belpaire                   | belgischer Eisenbahningenieur, Konstrukteur des Belpaire-Stehkessel                                     | 72    |       |
| 26. Januar | Abner Doubleday                   | US-amerikanischer Soldat und Theosoph                                                                   | 73    |       |
| 26. Januar | Hermann Schaaffhausen             | deutscher Anthropologe und Mediziner                                                                    | 76    |       |
| 27. Januar | James G. Blaine                   | US-amerikanischer Politiker                                                                             | 62    |       |
| 27. Januar | James Campbell                    | US-amerikanischer Politiker                                                                             | 80    |       |
| 27. Januar | Theodor Gülich                    | deutsch-amerikanischer politischer Lyriker und Jurist                                                   | 63    |       |
| 28. Januar | William T. Glidden                | US-amerikanischer Kapitän, Schiffs- und Eisenbahnmanager                                                | 87    |       |
| 28. Januar | Rudolf Karl Grunert               | deutscher Theaterschauspieler                                                                           | 34    |       |
| 28. Januar | Andreas Haupt                     | deutscher Pfarrer, Museumsdirektor, Dozent und Schulrektor                                              | 79    |       |
| 28. Januar | Gustave Léonard de Jonghe         | belgischer Maler                                                                                        | 63    |       |
| 28. Januar | Friedrich Nicolaus von Liliencron | Flensburger Oberpräsident und Abgeordneter                                                              | 86    |       |
| 30. Januar | Grigori Grigorjewitsch Gagarin    | russischer Maler und Architekt                                                                          | 82    |       |
| 30. Januar | Adolf Liebermann von Wahlendorf   | deutscher Unternehmer und Kunstsammler                                                                  | 63    |       |
| 30. Januar | Eugen Gans zu Putlitz             | deutscher Gutsbesitzer und Politiker                                                                    | 60    |       |
| 30. Januar | Victor I. Herzog von Ratibor      | deutscher Standesherr und Politiker, MdR                                                                | 74    |       |

## Februar
| Tag         | Name                                              | Beruf, bekannt als                                                                              | Alter | Beleg |
| ----------- | ------------------------------------------------- | ----------------------------------------------------------------------------------------------- | ----- | ----- |
| 1. Februar  | Joseph P. Comegys                                 | US-amerikanischer Jurist und Politiker                                                          | 79    |       |
| 1. Februar  | Emanuele Notarbartolo                             | italienischer Marchese, Politiker und Großgrundbesitzer                                         | 58    |       |
| 1. Februar  | Jakob Prandtner                                   | bayerischer Politiker                                                                           | 73    |       |
| 2. Februar  | Carl Christoffer Georg Andræ                      | dänischer Politiker und Premierminister                                                         | 80    |       |
| 2. Februar  | Thomas Warren Bennett                             | US-amerikanischer Politiker                                                                     | 61    |       |
| 2. Februar  | Alexander Nikolajewitsch Engelhardt               | russischer Agrochemiker                                                                         | 60    |       |
| 2. Februar  | Friedrich August Genth                            | deutsch-amerikanischer Chemiker und Mineraloge                                                  | 72    |       |
| 2. Februar  | Wilhelm Valentiner                                | deutscher Badearzt und Hochschullehrer                                                          | 62    |       |
| 3. Februar  | Johann Wilhelm Greven                             | deutscher Verleger                                                                              | 72    |       |
| 3. Februar  | Teofil Lenartowicz                                | polnischer Dichter                                                                              | 70    |       |
| 3. Februar  | Paul von Schwarze                                 | deutscher Ingenieur                                                                             | 49    |       |
| 4. Februar  | Demófilo                                          | spanischer Schriftsteller und Volkskundler                                                      | 46    |       |
| 5. Februar  | Andrei Nikolajewitsch Korff                       | russischer General und Generalgouverneur des Amurgebietes                                       | 61    |       |
| 6. Februar  | Benjamin Franklin Howey                           | US-amerikanischer Politiker                                                                     | 64    |       |
| 6. Februar  | Alphons Koechlin                                  | Schweizer Politiker                                                                             | 71    |       |
| 6. Februar  | Samuel L. Warner                                  | US-amerikanischer Politiker                                                                     | 64    |       |
| 7. Februar  | Arnold von Jungenfeld                             | Richter und Landtagsabgeordneter Großherzogtum Hessen                                           | 82    |       |
| 7. Februar  | Johannes August Speltz                            | Jurist und Politiker der Freien Stadt Frankfurt                                                 | 69    |       |
| 7. Februar  | Ferdinand von Steinbeis                           | deutscher Wirtschaftspolitiker                                                                  | 85    |       |
| 7. Februar  | Theodor Tannen                                    | deutscher Landwirt und Politiker, Abgeordneter im Preußischen Abgeordnetenhaus                  | 65    |       |
| 8. Februar  | Fritz Gurlitt                                     | deutscher Kunsthändler, Galerist                                                                | 38    |       |
| 8. Februar  | Sophie Henck                                      | dänische Blumenstilllebenmalerin                                                                | 70    |       |
| 8. Februar  | François-Charles Oberthür                         | französischer Verleger und Drucker                                                              | 74    |       |
| 9. Februar  | Henri Adolphe Archereau                           | französischer Wissenschaftler und Erfinder                                                      | 73    |       |
| 9. Februar  | Eduard Huber                                      | Schweizer Politiker (Radikale Partei)                                                           | 74    |       |
| 9. Februar  | Otto Georg zu Münster-Langelage                   | deutscher Politiker (LRP), MdR                                                                  | 67    |       |
| 9. Februar  | Louis St. Martin                                  | US-amerikanischer Politiker                                                                     | 72    |       |
| 9. Februar  | Theodor Tantzen der Ältere                        | oldenburgischer Politiker                                                                       | 58    |       |
| 10. Februar | Ludwig Baur                                       | hessischer Beamter und Politiker, Landtagsabgeordneter Großherzogtum Hessen                     | 65    |       |
| 10. Februar | Ferdinand von Helldorff                           | preußischer Landrat                                                                             | 57    |       |
| 10. Februar | Alphonse Leveaux                                  | französischer Schriftsteller und Literaturgeschichtler                                          | 82    |       |
| 10. Februar | Francis Orpen Morris                              | Geistlicher der Church of England und Naturforscher                                             | 82    |       |
| 12. Februar | Wilhelm von Bätzner                               | württembergischer Oberamtmann und Präsident beim Innenministerium                               | 68    |       |
| 12. Februar | Christian Kuckuck                                 | deutscher Tierarzt und Zoologe                                                                  | 48    |       |
| 13. Februar | Samson Gunzenhauser                               | deutscher Rabbiner                                                                              | 62    |       |
| 13. Februar | George Lichtenstein                               | ungarischer Politiker, Pianist und Musikpädagoge                                                | ≈66   |       |
| 14. Februar | Ludwig Lindenschmit der Ältere                    | deutscher Prähistoriker, Zeichenlehrer, Lithograf, Maler                                        | 83    |       |
| 15. Februar | Katharina zu Hohenlohe-Waldenburg-Schillingsfürst | deutsche Adlige, Stifterin von Kloster Beuron                                                   | 76    |       |
| 15. Februar | Florencio Xatruch Villagra                        | Präsident von Honduras                                                                          | 81    |       |
| 16. Februar | Ludwig Hildenhagen                                | Pfarrer und Politiker                                                                           | 83    |       |
| 17. Februar | Ethelbert Barksdale                               | US-amerikanischer Politiker                                                                     | 69    |       |
| 17. Februar | Carl Gottfried Eybe                               | deutscher Maler                                                                                 | 79    |       |
| 17. Februar | Johannes Moritz Wölfel                            | deutscher Rechtsanwalt und Politiker (NLP), MdR                                                 | 62    |       |
| 18. Februar | Antonio Caccia der Jüngere                        | Schweizer Schriftsteller italienischer Sprache                                                  | 63    |       |
| 18. Februar | George Tupou I.                                   | König von Tonga                                                                                 | 95    |       |
| 18. Februar | Heinrich von Gimborn                              | deutscher Apotheker und Unternehmer                                                             | 62    |       |
| 18. Februar | Elizur K. Hart                                    | US-amerikanischer Politiker                                                                     | 51    |       |
| 18. Februar | Serranus Clinton Hastings                         | US-amerikanischer Jurist und Politiker                                                          | 78    |       |
| 18. Februar | Ernst Laufer                                      | deutscher Geologe                                                                               | 42    |       |
| 19. Februar | Ernst Benary                                      | deutscher Gärtner und Unternehmer                                                               | 73    |       |
| 19. Februar | Gerson Bleichröder                                | deutscher Bankier                                                                               | 70    |       |
| 19. Februar | George E. Spencer                                 | US-amerikanischer Politiker                                                                     | 56    |       |
| 19. Februar | Andreas Zucktriegel                               | Abt der Abtei Oelenberg (1884–1889)                                                             | 77    |       |
| 20. Februar | Pierre Gustave Toutant Beauregard                 | General der Konföderierten Staaten                                                              | 74    |       |
| 20. Februar | Herrmann Friedrich Roetschke                      | deutscher Gartenarchitekt                                                                       | 87    |       |
| 20. Februar | August Wittig                                     | deutscher Bildhauer                                                                             | 69    |       |
| 21. Februar | John Pettie                                       | schottischer Maler und Illustrator                                                              | 53    |       |
| 21. Februar | Wilhelm Heinrich Schlesinger                      | deutsch-französischer Porträt- und Genremaler                                                   | 78    |       |
| 22. Februar | Karl Dyckerhoff                                   | deutscher Bauingenieur                                                                          | 68    |       |
| 22. Februar | August Zillmer                                    | deutscher Versicherungsmathematiker und Direktor bei mehreren Lebensversicherungsgesellschaften | 62    |       |
| 23. Februar | Robert S. Stevens                                 | US-amerikanischer Politiker                                                                     | 68    |       |
| 24. Februar | Friedrich von Eynern junior                       | deutscher Kaufmann                                                                              | 58    |       |
| 24. Februar | Karl August Lossen                                | deutscher Geologe                                                                               | 52    |       |
| 24. Februar | Carl Prantl                                       | deutsch-holländischer Botaniker                                                                 | 43    |       |
| 24. Februar | Theodor Sarre                                     | deutscher Kaufmann und Unternehmer sowie Stadtältester von Berlin                               | 76    |       |
| 24. Februar | Theodor Stein                                     | russischer Pianist und Musikpädagoge deutscher Herkunft                                         | 73    |       |
| 24. Februar | Gustav Steltzer                                   | deutscher Richter und Politiker                                                                 | 70    |       |
| 25. Februar | Julius Hoeppner                                   | deutscher Aquarellist und Illustrator                                                           | 53    |       |
| 25. Februar | Felix Heinrich Schoeller                          | deutscher Papierfabrikant                                                                       | 71    |       |
| 26. Februar | Adolf Bödiker                                     | deutscher Jurist und Politiker, MdR                                                             | 57    |       |
| 26. Februar | Georg Lodemann                                    | deutscher Verwaltungsjurist                                                                     | 65    |       |
| 26. Februar | Friedrich Raine                                   | deutsch-amerikanischer Verleger, Zeitungs-Herausgeber und Generalkonsul                         | 71    |       |
| 26. Februar | Hermine Spies                                     | deutsche Oratorien- und Konzertsängerin                                                         | 36    |       |
| 27. Februar | Alexander Levin von Bennigsen                     | hannoverscher Staatsmann, MdR                                                                   | 83    |       |
| 27. Februar | Michael Lienau                                    | deutscher Weinhändler                                                                           | 76    |       |
| 28. Februar | Ludwig August Rieche                              | deutscher Zinngießer und Unternehmer                                                            | 53    |       |

## März
| Tag      | Name                                 | Beruf, bekannt als                                                                               | Alter | Beleg |
| -------- | ------------------------------------ | ------------------------------------------------------------------------------------------------ | ----- | ----- |
| 1. März  | Black Moon                           | Häuptling der Minneconjou-Lakota-Indianer                                                        |       |       |
| 1. März  | Udo Eggert                           | deutscher Hochschullehrer und Staatswissenschaftler                                              | 44    |       |
| 1. März  | August Oesterlen                     | deutscher Rechtsanwalt und Politiker                                                             | 73    |       |
| 1. März  | Bernhard August Prestinari           | deutscher Jurist                                                                                 | 81    |       |
| 1. März  | Mary Taylor                          | englisch-britische Geschäftsfrau und Frauenrechtlerin                                            | 76    |       |
| 2. März  | Richard M. Bishop                    | US-amerikanischer Politiker                                                                      | 80    |       |
| 2. März  | Alois Gabl                           | österreichischer Maler und Zeichner                                                              | 47    |       |
| 2. März  | Alfred Kern                          | Schweizer Chemiker                                                                               | 42    |       |
| 2. März  | Oscar Miller                         | deutscher Papierfabrikant                                                                        | 66    |       |
| 3. März  | Carl Georg Köster                    | deutscher Landschaftsmaler                                                                       | 81    |       |
| 3. März  | Hugh Nelson                          | kanadischer Politiker, Vizegouverneur von British Columbia                                       | 62    |       |
| 4. März  | Frederick Daniel Dyster              | britischer Arzt und Naturforscher                                                                |       |       |
| 4. März  | Magnus Jocham                        | römisch-katholischer Pfarrer und Theologie-Professor                                             | 84    |       |
| 5. März  | Karl von Mylius                      | Rittergutsbesitzer und Abgeordneter                                                              | 74    |       |
| 5. März  | Ali ibn Said                         | Sultan von Sansibar                                                                              |       |       |
| 5. März  | Charles-Philippe Place               | französischer Kardinal der römisch-katholischen Kirche                                           | 79    |       |
| 5. März  | Hippolyte Taine                      | französischer Historiker und Kritiker                                                            | 64    |       |
| 5. März  | Johannes von Widenmayer              | deutscher Jurist und Bürgermeister von München                                                   | 54    |       |
| 6. März  | Alois Bach                           | deutscher Maler                                                                                  | 83    |       |
| 6. März  | Gustav Herbst                        | deutscher Physiologe                                                                             | 90    |       |
| 6. März  | Charles Lebouc                       | französischer Cellist                                                                            | 70    |       |
| 7. März  | Michael Fesenmeier                   | deutscher Brauer und Gründer der Cumberland Brewing Company in Cumberland                        |       |       |
| 8. März  | Felix Geisheim                       | deutscher Archivar und Historiker                                                                | 71    |       |
| 8. März  | Wilhelm Kohlhammer                   | deutscher Verleger                                                                               | 53    |       |
| 8. März  | Werner August Friedrich Lentz        | deutscher Jurist und Politiker (NLP), MdR                                                        | 75    |       |
| 9. März  | Max Bentele                          | deutscher Kunstmaler                                                                             | 67    |       |
| 9. März  | Disma Fumagalli                      | italienischer Komponist und Musikpädagoge                                                        | 66    |       |
| 10. März | Robert Beisert                       | deutscher Jurist und Politiker, MdR                                                              | 59    |       |
| 10. März | Gustav von Stumpfeldt                | deutscher Verwaltungsbeamter                                                                     | 54    |       |
| 11. März | Jehuda de Mordechai Cassuto          | niederländischer Kantor, Rabbiner, Übersetzer und Autor                                          | 84    |       |
| 11. März | Aaron F. Perry                       | US-amerikanischer Politiker (Republikanische Partei)                                             | 78    |       |
| 12. März | Ozias M. Hatch                       | US-amerikanischer Geschäftsmann und Politiker                                                    | 78    |       |
| 12. März | James W. Hyatt                       | US-amerikanischer Bankier, Geschäftsmann und Regierungsbeamter                                   | 55    |       |
| 12. März | Karl von Wilmowski                   | deutscher Jurist, Chef des Geheimen Zivilkabinettsrat und Mitglied des Preußischen Herrenhauses  | 76    |       |
| 13. März | Louis Cabat                          | französischer Maler                                                                              | 80    |       |
| 13. März | Władysław Taczanowski                | polnischer Politiker, MdR                                                                        | 67    |       |
| 13. März | Mato Vodopić                         | Bischof von Dubrovnik                                                                            | 76    |       |
| 13. März | Adolph Weber                         | deutscher Rechtsanwalt und Politiker                                                             | 73    |       |
| 14. März | Pierre Emanuel Albert Du Casse       | französischer Militärschriftsteller                                                              |       |       |
| 14. März | Georg Fritz Weiß                     | deutscher Opernsänger, Übersetzer und Schauspieler                                               | 71    |       |
| 14. März | Emin von Wildenbruch                 | preußischer Oberst                                                                               | 50    |       |
| 14. März | William Woolls                       | australischer Botaniker                                                                          | 78    |       |
| 15. März | Bernhard Brons                       | deutscher Kaufmann und Politiker                                                                 | 81    |       |
| 15. März | Frédéric de Civry                    | französischer Radrennfahrer                                                                      | 31    |       |
| 16. März | Johann Baptist Kraus                 | Pfarrer in Arenberg und Erbauer der Wallfahrtskirche St. Nikolaus und der Landschaftsbilderbibel | 87    |       |
| 16. März | Tivadar Puskás                       | ungarischer Ingenieur                                                                            | 48    |       |
| 17. März | Jules Ferry                          | französischer Politiker                                                                          | 60    |       |
| 18. März | David H. Armstrong                   | US-amerikanischer Politiker (Demokratische Partei)                                               | 80    |       |
| 18. März | Tomás León                           | mexikanischer Komponist und Pianist                                                              | 66    |       |
| 19. März | Ernst Ehmsen                         | Gründer des Sauerländischen Gebirgsvereins                                                       | 59    |       |
| 19. März | Karl Komzák senior                   | böhmischer Komponist                                                                             | 69    |       |
| 20. März | Hugo Blanck                          | deutsch-amerikanischer Chemiker und Hochschullehrer                                              | 56    |       |
| 20. März | Jules Lunteschütz                    | französisch-deutscher Maler                                                                      |       |       |
| 21. März | Cornelius Leary                      | US-amerikanischer Politiker                                                                      | 79    |       |
| 21. März | Carl Friedrich von Schauroth         | deutscher Geologe und Paläontologe                                                               | 74    |       |
| 22. März | Eli M. Saulsbury                     | US-amerikanischer Politiker                                                                      | 75    |       |
| 22. März | Hiram Sanford Stevens                | US-amerikanischer Politiker                                                                      | 61    |       |
| 23. März | Philipp Ludwig Adam                  | deutscher Unternehmer und Politiker                                                              | 80    |       |
| 23. März | Adolf Fischhof                       | österreichischer Politiker                                                                       | 76    |       |
| 23. März | August Horn                          | deutscher Komponist                                                                              | 67    |       |
| 23. März | Roderich von Stotzingen              | badischer Gutsbesitzer und Politiker                                                             | 70    |       |
| 24. März | Carl Adolph Ferdinand Heidorn        | deutscher Zinngießer                                                                             | 69    |       |
| 27. März | Alphonse Beau de Rochas              | französischer Eisenbahningenieur und Erfinder                                                    | 77    |       |
| 27. März | Leopold von Edelsheim-Gyulai         | österreich-ungarischer General der Kavallerie                                                    | 66    |       |
| 28. März | Xavier Boisselot                     | französischer Komponist und Klavierbauer                                                         | 81    |       |
| 28. März | Oskar von Reichenbach                | deutscher Politiker und Schriftsteller                                                           | 78    |       |
| 28. März | Edmund Kirby Smith                   | General der Konföderierten Armee im Amerikanischen Bürgerkrieg                                   | 68    |       |
| 29. März | Konstantin Alexandrowitsch Trutowski | russisch-ukrainischer Maler, Zeichner und Illustrator                                            | 67    |       |
| 30. März | Ferdinand Senft                      | deutscher Geologe, Mineraloge, Bodenkundler und Botaniker                                        | 84    |       |
| 31. März | František Věnceslav Jeřábek          | tschechischer Dichter                                                                            | 57    |       |
| März     | Wilhelm Jännicke                     | deutscher Botaniker                                                                              |       |       |
| März     | Hryhorij Tschestachiwskyj            | ukrainischer Maler und Autor                                                                     | 73    |       |

## April
| Tag       | Name                                       | Beruf, bekannt als                                                                       | Alter | Beleg |
| --------- | ------------------------------------------ | ---------------------------------------------------------------------------------------- | ----- | ----- |
| 1. April  | Otto Leonhard Heubner                      | deutscher Jurist, Politiker und Dichter                                                  | 81    |       |
| 2. April  | Robert Cauer der Ältere                    | deutscher Bildhauer                                                                      | 62    |       |
| 2. April  | Rudolf Ridel                               | deutscher Landschaftsmaler                                                               | 65    |       |
| 2. April  | William H. Wadsworth                       | US-amerikanischer Politiker                                                              | 71    |       |
| 3. April  | Achille Apolloni                           | Kardinal der katholischen Kirche                                                         | 80    |       |
| 3. April  | Karl Werder                                | deutscher Philosoph und Dichter                                                          | 86    |       |
| 4. April  | Karl Eduard Aeschlimann                    | Schweizer Architekt                                                                      |       |       |
| 4. April  | James Beard                                | US-amerikanischer Tiermaler                                                              | 80    |       |
| 4. April  | Alphonse Pyrame de Candolle                | Schweizer Botaniker                                                                      | 86    |       |
| 4. April  | Demeter Diamantidi                         | österreichischer Alpinist, Eisläufer und Maler                                           | 54    |       |
| 4. April  | David Meriwether                           | US-amerikanischer Politiker (Demokratische Partei)                                       | 92    |       |
| 5. April  | Friedrich Stephan von Brühl                | Standesherr und Politiker                                                                | 73    |       |
| 5. April  | Cäsar Albano Kletke                        | schlesischer Pädagoge und Schulmann                                                      | 87    |       |
| 5. April  | Wilhelm Lübke                              | deutscher Kunsthistoriker                                                                | 67    |       |
| 5. April  | Francesco Mauro                            | italienischer Chemiker                                                                   | 42    |       |
| 5. April  | Friedrich August Unger                     | deutscher Arzt                                                                           | 60    |       |
| 5. April  | Gustav Wegscheider                         | deutscher Mediziner                                                                      | 73    |       |
| 6. April  | Charles Faider                             | belgischer Jurist und Justizminister                                                     | 81    |       |
| 6. April  | Carl Georg Fiedeler                        | deutscher Ziegelei- und Mühlenbesitzer                                                   | 81    |       |
| 6. April  | Dyer Lum                                   | US-amerikanischer Anarchist und Dichter                                                  |       |       |
| 7. April  | Adolf Fischer                              | Schweizer Politiker und Offizier                                                         | 85    |       |
| 7. April  | Paul Otto                                  | deutscher Bildhauer                                                                      | 46    |       |
| 8. April  | August Czartoryski                         | römisch-katholischer Geistlicher, Seliger                                                | 34    |       |
| 8. April  | Karl Friedrich August Lehmann              | deutscher Stenograf und Systemerfinder der Stenotachygraphie                             | 49    |       |
| 8. April  | Otto Gottfried von Lütgendorff-Leinburg    | österreichischer Schriftsteller und Übersetzer                                           | 67    |       |
| 8. April  | Félix Esquirou de Parieu                   | französischer Politiker, Mitglied der Nationalversammlung und Ökonom                     | 77    |       |
| 8. April  | Werner von der Schulenburg-Burgscheidungen | preußischer Großgrundbesitzer, Mitglied des Preußischen Herrenhauses                     | 56    |       |
| 9. April  | Auguste von Hardenberg                     | Präsidentin der vierten Abteilung des badischen Frauenvereins                            | 83    |       |
| 9. April  | Andrew Gordon Magrath                      | US-amerikanischer Jurist und Politiker                                                   | 80    |       |
| 10. April | Manuel del Refugio González Flores         | mexikanischer Präsident                                                                  | 59    |       |
| 11. April | Adolphe Franck                             | französischer Jurist und Philosoph                                                       | 83    |       |
| 11. April | Awdotja Jakowlewna Panajewa                | russische Schriftstellerin                                                               | 72    |       |
| 11. April | Johann Conrad Warnecke                     | Hamburger Kaufmann und Abgeordneter                                                      | 76    |       |
| 12. April | Robert Rothe                               | preußischer Politiker                                                                    | 89    |       |
| 12. April | Agnes Syme                                 | britische Botanikerin                                                                    | 58    |       |
| 13. April | Robert Dorer                               | Schweizer Bildhauer                                                                      | 63    |       |
| 13. April | Bernhard Ulrici                            | deutscher Verwaltungsbeamter und Parlamentarier                                          | 81    |       |
| 14. April | Carl Heinrich Hübler                       | deutscher Hornist und Komponist                                                          | 70    |       |
| 14. April | Albert von Suckow                          | württembergischer Offizier und Kriegsminister                                            | 64    |       |
| 15. April | Alexander Michailowitsch Dondukow-Korsakow | Fürst und russischer Staatsmann                                                          | 72    |       |
| 15. April | Jean Dufresne                              | deutscher Schachmeister und -autor                                                       | 64    |       |
| 15. April | Rudolf Radecke                             | deutscher Komponist, Chorleiter und Musikpädagoge                                        | 63    |       |
| 16. April | Anacleto Chicaro                           | italienischer Ordensgeistlicher und römisch-katholischer Apostolischer Vikar von Ägypten | 76    |       |
| 17. April | Martin Körber                              | deutschbaltischer Pastor, Komponist und Chorleiter                                       | 75    |       |
| 17. April | Karl August Woll                           | pfälzischer Mundartdichter                                                               | 59    |       |
| 18. April | Anna Bilińska                              | polnische Malerin                                                                        |       |       |
| 19. April | Eduard Gustav Honrath                      | deutscher Kunsthändler und Entomologe                                                    | 55    |       |
| 19. April | Charles de Mazade                          | französischer Journalist, Dichter und Literaturkritiker                                  | 73    |       |
| 19. April | John Addington Symonds                     | englischer Autor, Lehrer, Literaturkritiker und Kunsthistoriker                          | 52    |       |
| 20. April | Robert Hartmann                            | deutscher Naturforscher und Autor                                                        |       |       |
| 21. April | Luigi Giordani                             | italienischer Kardinal, Erzbischof von Ferrara                                           | 70    |       |
| 21. April | Richard Lee Turberville Beale              | Politiker, Jurist und General der Konföderierten Staaten im Amerikanischen Bürgerkrieg   | 73    |       |
| 21. April | William S. Lincoln                         | US-amerikanischer Jurist und Politiker                                                   | 79    |       |
| 21. April | Edward Stanley, 15. Earl of Derby          | britischer Politiker, Mitglied des House of Commons                                      | 66    |       |
| 22. April | Edward F. Beale                            | US-amerikanischer Grenzer, Entdecker und Diplomat                                        | 71    |       |
| 22. April | Franziska Berg                             | deutsche Schauspielerin                                                                  | 80    |       |
| 22. April | Pasquale Sarullo                           | italienischer Maler                                                                      | 65    |       |
| 22. April | Friedrich August Vogt                      | deutscher Mediziner                                                                      | 80    |       |
| 23. April | Kate Sperrey                               | neuseeländische Porträtmalerin                                                           | 31    |       |
| 24. April | Eduard Schmidt-Weißenfels                  | deutscher Schriftsteller und Politiker                                                   | 59    |       |
| 24. April | Edwin Hanson Webster                       | US-amerikanischer Politiker                                                              | 64    |       |
| 25. April | Hermann Gundert                            | deutscher Missionar und Sprachwissenschaftler                                            | 79    |       |
| 25. April | Johann Kundrat                             | österreichischer Pathologe                                                               | 47    |       |
| 25. April | Radoslav Lopašić                           | kroatischer Historiker                                                                   | 57    |       |
| 25. April | Diederich von Mecklenburg                  | mecklenburgischer Rittergutsbesitzer, Hofbeamter und Verwaltungsbeamter                  | 59    |       |
| 26. April | Heinrich Hartung II.                       | deutscher Maler                                                                          | 76    |       |
| 26. April | Carl Frederik Nyman                        | schwedischer Botaniker                                                                   | 72    |       |
| 26. April | Luigi Sepiacci                             | italienischer Ordensgeistlicher, Kurienkardinal der römisch-katholischen Kirche          | 57    |       |
| 26. April | Alfred von Tettau                          | deutscher Fideikommissbesitzer und Politiker, MdR                                        | 83    |       |
| 27. April | John Ballance                              | neuseeländischer Politiker, 14. Premierminister von Neuseeland                           | 54    |       |
| 27. April | Johann Baptist Bommas                      | deutscher Pianist und Komponist                                                          |       |       |
| 27. April | Carl von Michael                           | mecklenburgischer Rittergutsbesitzer und Politiker                                       | 57    |       |
| 27. April | Josef Moser                                | österreichischer Arzt und Heimatdichter                                                  | 81    |       |
| 28. April | Wilhelm Bergenthal                         | Montanindustrieller                                                                      | 88    |       |
| 28. April | Franz August Schubert                      | deutscher Historienmaler                                                                 | 86    |       |
| 29. April | Gustave Nadaud                             | französischer Dichter, Goguettier, Liedermacher und Sänger                               | 73    |       |
| 30. April | Eduard Hanauer                             | deutscher Jurist und Politiker, Staatssekretär des Reichsjustizamtes                     | 64    |       |

## Mai
| Tag     | Name                                  | Beruf, bekannt als                                                                          | Alter | Beleg |
| ------- | ------------------------------------- | ------------------------------------------------------------------------------------------- | ----- | ----- |
| 1. Mai  | Alexander Kaufmann                    | deutscher Schriftsteller und Archivar                                                       | 75    |       |
| 1. Mai  | Minna König-Lorinser                  | österreichische Malerin                                                                     | 43    |       |
| 1. Mai  | Wilhelm Schubert                      | deutscher Kaufmann und Bürgermeister                                                        | 79    |       |
| 2. Mai  | George Bariț                          | rumänischer Historiker, Philologe und Journalist                                            |       |       |
| 2. Mai  | Wilhelm Ludwig Conrad Listemann       | Kommunalpolitiker in Magdeburg                                                              | 60    |       |
| 2. Mai  | Johann Schnitzler                     | österreichischer Mediziner und Vater von Arthur Schnitzler                                  | 58    |       |
| 2. Mai  | Daniel Friedrich Eduard Wilsing       | deutscher Komponist der Romantik                                                            | 83    |       |
| 3. Mai  | Matthäus Hipp                         | deutscher Uhrmacher und Erfinder                                                            | 79    |       |
| 3. Mai  | Adolph Kießling                       | deutscher klassischer Philologe                                                             | 56    |       |
| 3. Mai  | Willem Troost                         | niederländischer Landschaftsmaler und Lithograf                                             | 80    |       |
| 4. Mai  | Mirko Bogović                         | kroatischer Dichter                                                                         | 77    |       |
| 4. Mai  | James W. Patterson                    | US-amerikanischer Politiker                                                                 | 69    |       |
| 6. Mai  | Louis Lang                            | deutsch-amerikanischer Maler                                                                | 81    |       |
| 6. Mai  | Rudolf Lion                           | Hofer Buchhändler und Verleger                                                              | 50    |       |
| 6. Mai  | Maximilian Joseph Pergler von Perglas | deutscher Diplomat                                                                          | 75    |       |
| 6. Mai  | James Wood-Mason                      | britischer Zoologe                                                                          | 46    |       |
| 7. Mai  | Bernhard von Bismarck                 | preußischer Kammerherr, Landrat und Geheimer Regierungsrat und Gutsbesitzer                 | 82    |       |
| 7. Mai  | Georg von Grundner                    | bayerischer Verwaltungsjurist und Abgeordneter der Frankfurter Nationalversammlung          | 79    |       |
| 7. Mai  | Max Gudden                            | deutscher Porträt- und Landschaftsmaler                                                     | 34    |       |
| 7. Mai  | William E. Niblack                    | US-amerikanischer Politiker                                                                 | 70    |       |
| 7. Mai  | Wilhelm Schaffrath                    | deutscher Jurist und Politiker (DFP), MdR                                                   | 79    |       |
| 7. Mai  | Alexander Wilson Taylor               | US-amerikanischer Politiker                                                                 | 78    |       |
| 8. Mai  | Adolf I. Georg                        | Fürst zu Schaumburg-Lippe                                                                   | 75    |       |
| 8. Mai  | Hermann Kunisch                       | deutscher Geologe, Botaniker und Paläontologe                                               | 37    |       |
| 8. Mai  | Federico Seismit-Doda                 | italienischer Staatsmann                                                                    | 67    |       |
| 8. Mai  | Richard von Westernhagen              | preußischer Generalleutnant                                                                 | 56    |       |
| 9. Mai  | Edward Alfred Cowper                  | britischer Ingenieur                                                                        | 73    |       |
| 10. Mai | Eduard Theodor Böttcher               | deutscher Mechaniker und Hochschulrektor                                                    | 64    |       |
| 10. Mai | Ion Emanuel Florescu                  | russisch-rumänischer General und Staatsmann                                                 | 73    |       |
| 11. Mai | Samuel C. Armstrong                   | US-amerikanischer General und Pädagoge                                                      | 54    |       |
| 11. Mai | Leopold Dumonceau                     | niederländischer Porträt-, Historien- und Genremaler der Düsseldorfer Schule                | 67    |       |
| 11. Mai | Tommaso Maria Zigliara                | italienischer Kardinal                                                                      | 59    |       |
| 12. Mai | Charles Milton Bell                   | US-amerikanischer Fotograf                                                                  | 45    |       |
| 12. Mai | Georg Viktor                          | Fürst von Waldeck-Pyrmont                                                                   | 62    |       |
| 12. Mai | Orren C. Moore                        | US-amerikanischer Politiker                                                                 | 53    |       |
| 12. Mai | Samuel Kaboo Morris                   | Missionar                                                                                   |       |       |
| 14. Mai | Albert A. Bliss                       | US-amerikanischer Jurist, Zeitungsherausgeber und Politiker                                 | 81    |       |
| 14. Mai | Johannes Theodoor Buys                | niederländischer Rechtswissenschaftler und Politiker                                        | 65    |       |
| 14. Mai | Gustav Hofmeier                       | deutscher evangelisch-lutherischer Geistlicher und Hauptpastor an St. Jakobi in Lübeck      | 66    |       |
| 14. Mai | Ernst Eduard Kummer                   | deutscher Mathematiker und Hochschullehrer; Rektor in Breslau und Berlin                    | 83    |       |
| 14. Mai | Julius Schaper                        | deutscher Reichsgerichtsrat                                                                 | 63    |       |
| 15. Mai | Iwan Manschura                        | ukrainischer Ethnograph, Folklorist und Dichter                                             | 41    |       |
| 15. Mai | Karl von Oertzen                      | mecklenburgischer Rittergutsbesitzer, Kammerherr, Landrat und Reichstagsabgeordneter        | 77    |       |
| 17. Mai | Maximilian Eugen von Klatte           | Kreisdeputierter der Deutschkonservative Partei und Hauptmann a. D.                         | 68    |       |
| 18. Mai | Alfred des Essarts                    | französischer Bibliothekar und Schriftsteller                                               | 81    |       |
| 19. Mai | Hugo Alexander Eisenhart              | deutscher Rechtswissenschaftler                                                             | 82    |       |
| 19. Mai | August von Kluckhohn                  | deutscher Historiker                                                                        | 60    |       |
| 19. Mai | Gjuro Pilar                           | österreichisch-ungarischer Geologe und Mineraloge                                           | 47    |       |
| 19. Mai | Franz Xaver Reinhold                  | österreichischer Veduten- und Landschaftsmaler                                              | 76    |       |
| 19. Mai | Friedrich von Schauß                  | deutscher Jurist, Bankdirektor und Politiker (NLP), MdR                                     | 61    |       |
| 20. Mai | Jakob Moleschott                      | niederländischer Physiologe                                                                 | 70    |       |
| 20. Mai | Henriette Obermüller                  | badische Revolutionärin und Frauenrechtlerin                                                | 76    |       |
| 22. Mai | Theodor Grözinger                     | württembergischer Verwaltungsbeamter                                                        | 64    |       |
| 22. Mai | Hermann Masius                        | deutscher Pädagoge                                                                          | 75    |       |
| 23. Mai | Hermann Lohse                         | deutscher Bauingenieur und preußischer Baubeamter                                           | 77    |       |
| 23. Mai | Anton von Schmerling                  | österreichischer Jurist und Politiker, Landtagsabgeordneter                                 | 87    |       |
| 24. Mai | Paul Guttmann                         | deutscher Pathologe, Physiologe und Sachbuchautor                                           | 58    |       |
| 24. Mai | Adolf Meckel von Hemsbach             | deutscher Maler                                                                             | 37    |       |
| 24. Mai | Heinrich Kaan                         | österreichischer Mediziner                                                                  | 77    |       |
| 25. Mai | Moses G. Farmer                       | US-amerikanischer Elektroingenieur und Erfinder                                             | 73    |       |
| 25. Mai | Emil Hopmann                          | deutscher Jurist und Präsident des Landgerichts Wiesbaden                                   | 71    |       |
| 25. Mai | Johann Rufinatscha                    | österreichischer Komponist und Musikpädagoge                                                | 80    |       |
| 26. Mai | Jules Colomb                          | Schweizer Politiker                                                                         | 76    |       |
| 26. Mai | Johann Kiechl                         | österreichischer Jurist, Politiker und Landeshauptmann von Tirol                            | 89    |       |
| 27. Mai | Joseph Stöckle                        | deutscher Altphilologe und Schriftsteller, sowie der Begründer des Deutschen Scheffelbundes | 48    |       |
| 28. Mai | Felipe Villanueva                     | mexikanischer Komponist                                                                     | 31    |       |
| 29. Mai | Karl Semper                           | deutscher Naturforscher und Zoologe                                                         | 60    |       |
| 30. Mai | Logan Holt Roots                      | US-amerikanischer Politiker                                                                 | 52    |       |
| 30. Mai | Friedrich von Werdt                   | Schweizer Ingenieur, Gutsbesitzer und Politiker                                             | 62    |       |
| Mai     | Konrad Schottmüller                   | deutscher Historiker                                                                        | 51    |       |

## Juni
| Tag      | Name                                  | Beruf, bekannt als                                                                  | Alter | Beleg |
| -------- | ------------------------------------- | ----------------------------------------------------------------------------------- | ----- | ----- |
| 2. Juni  | Hans Peter Holst                      | dänischer Lyriker und Romanschriftsteller                                           | 81    |       |
| 2. Juni  | Josef von Ringelsheim                 | österreichischer General                                                            | 73    |       |
| 2. Juni  | Julius Scholtz                        | deutscher Historien- und Porträtmaler                                               | 68    |       |
| 4. Juni  | Hans Michel Schletterer               | deutscher Musiker und Musikpublizist                                                | 69    |       |
| 5. Juni  | Max Albert Barth                      | deutscher Verwaltungsjurist, Rittergutsbesitzer und Parlamentarier                  | 48    |       |
| 5. Juni  | Karl Joseph von Hefele                | deutscher Kirchenhistoriker und römisch-katholischer Bischof                        | 84    |       |
| 5. Juni  | Julio Popper                          | Kartograph von Havanna, Freimaurer                                                  | 35    |       |
| 6. Juni  | Terashima Munenori                    | japanischer Diplomat und Politiker                                                  | 60    |       |
| 7. Juni  | Edwin Booth                           | US-amerikanischer Schauspieler                                                      | 59    |       |
| 8. Juni  | Hermann Günther Jochheim              | deutscher Kaufmann und Abgeordneter der Hamburgischen Bürgerschaft                  | 76    |       |
| 9. Juni  | Franz Josef Schütky                   | böhmischer Sänger (Bassbariton), Komponist, Chorleiter und Opernregisseur           | 75    |       |
| 10. Juni | Heinrich Bone                         | deutscher Philologe                                                                 | 79    |       |
| 10. Juni | Rudolf Schöll                         | deutscher klassischer Philologe                                                     | 48    |       |
| 11. Juni | Josepha Faust                         | Oberin der barmherzigen Schwestern                                                  | 78    |       |
| 11. Juni | Emil Sello                            | deutscher Gärtner, königlicher Hofgärtner in Preußen                                | 77    |       |
| 11. Juni | António Carvalho de Silva Porto       | portugiesischer Maler                                                               | 42    |       |
| 11. Juni | Johann Josef Schunck                  | deutscher Schieferhandelsunternehmer und Weingroßhändler                            | 44    |       |
| 12. Juni | Anna Barykowa                         | russische Dichterin und Übersetzerin                                                | 53    |       |
| 12. Juni | Jakob Bosler                          | deutscher Politiker und württembergischer Landtagsabgeordneter                      | 70    |       |
| 12. Juni | George Gilbert Hoskins                | US-amerikanischer Politiker                                                         | 68    |       |
| 12. Juni | Ferdinand Jühlke                      | deutscher Gartenbaulehrer, Gartenbauautor und Gartengestalter                       | 77    |       |
| 12. Juni | Max Emanuel in Bayern                 | Herzog in Bayern, bayerischer Generalleutnant                                       | 43    |       |
| 12. Juni | Karl Schlesinger                      | schweizerisch-deutscher Genre- und Landschaftsmaler                                 | 68    |       |
| 13. Juni | Alexander William Campbell            | Brigadegeneral der Armee der Konföderierten Staaten im Sezessionskrieg              | 65    |       |
| 13. Juni | Ernst Friedrich Gäbler                | deutscher Komponist, Musiklehrer und Dirigent                                       | ≈86   |       |
| 14. Juni | Jakob Frohschammer                    | freisinniger katholischer Theologe und Philosoph                                    | 72    |       |
| 14. Juni | Manuel Gómez-Salazar y Lucio-Villegas | spanischer Erzbischof und Senator                                                   | 69    |       |
| 14. Juni | Otto Wilhelm Mönckeberg               | Hamburger Senator und Präsident der Bürgerschaft                                    | 49    |       |
| 14. Juni | Ludwig Graf zu Reventlow              | deutscher Verwaltungsjurist in Dänemark und Schleswig-Holstein                      | 69    |       |
| 15. Juni | Ferenc Erkel                          | ungarischer Komponist, Begründer der national-ungarischen Oper                      | 82    |       |
| 15. Juni | Adolf Sjödén                          | schwedischer Harfenvirtuose                                                         | 50    |       |
| 16. Juni | Ignacy von Bninsky                    | preußischer Gutsbesitzer und Politiker                                              | 73    |       |
| 16. Juni | Franz Karl Coudenhove                 | österreichischer Großgrundbesitzer und Politiker, Landtagsabgeordneter              | 68    |       |
| 16. Juni | Carl Ludwig Gené                      | deutscher Maler                                                                     | 73    |       |
| 16. Juni | Heinrich Wenzel                       | deutscher Sprachforscher, Indologe und Tibetologe                                   | 38    |       |
| 16. Juni | Friedrich Wilhelm von Winterfeldt     | deutscher Landschaftsmaler der Düsseldorfer Schule                                  | 62    |       |
| 17. Juni | Tellef Dahll                          | norwegischer Geologe                                                                | 68    |       |
| 17. Juni | Henry Gill                            | englischer Ingenieur                                                                | 69    |       |
| 17. Juni | Max Ruge                              | deutscher Gymnasiallehrer, Stadtschulinspektor und Politiker (DFP), MdR             | 39    |       |
| 17. Juni | Johann Schrammel                      | österreichischer Komponist und Musiker                                              | 43    |       |
| 19. Juni | Hermann Baumgarten                    | deutscher Historiker                                                                | 68    |       |
| 20. Juni | James A. Cravens                      | US-amerikanischer Politiker                                                         | 74    |       |
| 20. Juni | Paul Friedrich von Lang               | Prälat und Generalsuperintendent von Ulm und Ludwigsburg                            | 78    |       |
| 20. Juni | Francis Polkinghorne Pascoe           | englischer Entomologe                                                               | 79    |       |
| 20. Juni | Wilhelm Scholz                        | deutscher Karikaturist                                                              | 69    |       |
| 21. Juni | Hubert Janitschek                     | österreichischer Kunsthistoriker                                                    | 46    |       |
| 21. Juni | Leland Stanford                       | US-amerikanischer Geschäfts-Tycoon, Politiker und Begründer der Stanford University | 69    |       |
| 22. Juni | William Mackinnon, 1. Baronet         | schottischer Reeder und Handelsunternehmer                                          | 70    |       |
| 22. Juni | George Tryon                          | britischer Vizeadmiral                                                              | 61    |       |
| 22. Juni | Anton von Widder                      | deutscher Jurist                                                                    | 84    |       |
| 23. Juni | William Fox                           | Premierminister von Neuseeland                                                      |       |       |
| 23. Juni | Karl Grimm                            | deutscher Jurist und Politiker, MdR                                                 | 67    |       |
| 23. Juni | William Mutchler                      | US-amerikanischer Politiker                                                         | 61    |       |
| 24. Juni | Marie Deetz                           | deutsche Opernsängerin (Mezzosopran) und Theaterschauspielerin                      | 57    |       |
| 24. Juni | Sara Hutzler                          | amerikanisch-deutsche Schriftstellerin                                              | 40    |       |
| 26. Juni | Konstantin Karlowitsch Albrecht       | russischer Komponist                                                                | 56    |       |
| 26. Juni | Maximilian Hantken                    | österreichisch-ungarischer Geologe, Paläontologe                                    | 71    |       |
| 26. Juni | August Spieß                          | deutscher Heimatforscher                                                            | 78    |       |
| 27. Juni | Giacomo Albé                          | italienischer Maler                                                                 | 63    |       |
| 27. Juni | Caspar Grod                           | deutscher Steinmetzmeister und Politiker                                            | 50    |       |
| 27. Juni | Lothian Nicholson                     | britischer Offizier und Kolonialbeamter                                             | 66    |       |
| 27. Juni | Alexander S. Wallace                  | US-amerikanischer Politiker                                                         | 82    |       |
| 27. Juni | Hermann Wasserschleben                | deutscher Rechtshistoriker und Politiker                                            | 81    |       |
| 29. Juni | Johann Anton Friedrich Baudri         | deutscher Geistlicher, Weihbischof und Generalvikar in Köln                         | 89    |       |
| 29. Juni | Arthur-Xavier Ducellier               | Bischof von Bayonne und Erzbischof von Besançon                                     | 60    |       |
| 30. Juni | Jean-Daniel Colladon                  | Schweizer Physiker                                                                  | 90    |       |
| 30. Juni | Anthony Joseph Drexel                 | US-amerikanischer Bankier und Philanthrop                                           | 66    |       |

## Juli
| Tag      | Name                                 | Beruf, bekannt als                                                         | Alter | Beleg |
| -------- | ------------------------------------ | -------------------------------------------------------------------------- | ----- | ----- |
| 1. Juli  | Franz Münzer                         | deutscher Geistlicher und Politiker                                        | 69    |       |
| 2. Juli  | Georg Daniel Teutsch                 | Bischof der Evangelischen Kirche A.B. in Siebenbürgen                      | 75    |       |
| 3. Juli  | Otto Bach                            | österreichischer Kirchenmusiker und Kapellmeister                          | 60    |       |
| 3. Juli  | Louise Juta                          | Schwester von Karl Marx, Frau von Jan Carel Juta, Verleger und Buchhändler | 71    |       |
| 5. Juli  | Ernst Gossler                        | Hamburger Bankier und Abgeordneter                                         | 55    |       |
| 5. Juli  | Isaac Dashiell Jones                 | US-amerikanischer Politiker                                                | 86    |       |
| 6. Juli  | Guy de Maupassant                    | französischer Schriftsteller und Dichter                                   | 42    |       |
| 6. Juli  | Wilhelm Pasewaldt                    | deutscher Kommunalpolitiker                                                | 80    |       |
| 6. Juli  | Heinrich Schaumann                   | deutscher Maler                                                            | 52    |       |
| 6. Juli  | Anna Petronella Westerman            | niederländische Schauspielerin und Dramatikerin                            | 91    |       |
| 7. Juli  | Samuel Blatchford                    | US-amerikanischer Jurist                                                   | 73    |       |
| 7. Juli  | Antonio F. Crespo                    | argentinischer Arzt, Bürgermeister von Buenos Aires                        | 41    |       |
| 7. Juli  | Severin Hack                         | deutscher Brauereibesitzer und Abgeordneter                                | 84    |       |
| 7. Juli  | Albert Mays                          | deutscher Stadthistoriker und Kunstsammler                                 | 75    |       |
| 8. Juli  | Abraham K. Allison                   | US-amerikanischer Politiker                                                | 82    |       |
| 8. Juli  | Heinrich Güldig                      | deutscher Verleger                                                         | 72    |       |
| 8. Juli  | Eduard von Lutz                      | bayerischer Generalleutnant und Kriegsminister                             | 83    |       |
| 9. Juli  | Edward C. Marshall                   | US-amerikanischer Politiker                                                | 72    |       |
| 9. Juli  | Leopold von Winter                   | deutscher Politiker (NLP), MdR, Oberbürgermeister von Danzig               | 70    |       |
| 10. Juli | Henry Nettleship                     | englischer klassischer Philologe                                           | 54    |       |
| 10. Juli | Leopold Till                         | österreichischer Historien- und Genremaler                                 | 62    |       |
| 11. Juli | Friedrich Baur                       | Jurist, MdL (Württemberg)                                                  | 64    |       |
| 12. Juli | John Iles Mantell                    | britischer Anwalt und Richter                                              | 79    |       |
| 13. Juli | Justus Carrière                      | deutscher Zoologe und Hochschullehrer                                      | 39    |       |
| 13. Juli | William H. Enochs                    | US-amerikanischer Politiker                                                | 51    |       |
| 14. Juli | Karl Braun                           | deutscher Politiker, MdR                                                   | 71    |       |
| 14. Juli | José Ignacio Ordóñez                 | ecuadorianischer Erzbischof                                                | 64    |       |
| 15. Juli | Barbour Lewis                        | US-amerikanischer Politiker                                                | 75    |       |
| 15. Juli | Karl Schnitzler                      | deutscher Verwaltungsbeamter und Parlamentarier                            | 70    |       |
| 15. Juli | Philip Ten Eyck                      | US-amerikanischer Physiker                                                 | 91    |       |
| 16. Juli | Antonio Ghislanzoni                  | italienischer Dichter                                                      | 68    |       |
| 17. Juli | Frederick A. Johnson                 | US-amerikanischer Politiker                                                | 60    |       |
| 17. Juli | Ferdinand Voigt                      | deutscher Pädagoge und Förderer der Turnbewegung                           | 63    |       |
| 18. Juli | Franz Mayr von Melnhof               | österreichischer Industrieller                                             | 38    |       |
| 18. Juli | Wilhelm Morstadt                     | deutscher Kaufmann und Politiker (NLP), MdR                                | 64    |       |
| 18. Juli | William M. Stone                     | US-amerikanischer Politiker                                                | 65    |       |
| 19. Juli | John Hancock                         | US-amerikanischer Politiker                                                | 68    |       |
| 19. Juli | Werner Kümmel                        | deutscher Bauingenieur                                                     | 59    |       |
| 20. Juli | Franz Nissel                         | österreichischer Theaterautor                                              | 62    |       |
| 20. Juli | Alois Zotz                           | US-amerikanischer Zeitungsverleger                                         | 79    |       |
| 21. Juli | Alfred Deléhelle                     | französischer Komponist                                                    | 67    |       |
| 22. Juli | Ferdinand von Bauer                  | österreichischer General und Reichskriegsminister                          | 68    |       |
| 22. Juli | John Rae                             | schottischer Arktisforscher und Arzt                                       | 79    |       |
| 22. Juli | Melchior Ulrich                      | Schweizer Alpinist und reformierter Theologe                               | 91    |       |
| 23. Juli | Quirin von Leitner                   | österreichischer Historiker                                                | 59    |       |
| 23. Juli | Hermann Nebel                        | deutscher Architekt und Stadtbaumeister in Koblenz                         | 76    |       |
| 23. Juli | William Vandever                     | US-amerikanischer Politiker                                                | 76    |       |
| 25. Juli | Paul d’Abrest                        | böhmisch-französischer Schriftsteller                                      | 43    |       |
| 25. Juli | Karl Stammer                         | luxemburgischer Chemiker                                                   | 65    |       |
| 26. Juli | George W. Morgan                     | US-amerikanischer Politiker                                                | 72    |       |
| 27. Juli | Alois Hugo Nellmapius                | südafrikanischer Geschäftsmann und Industrieller                           | 46    |       |
| 27. Juli | Anne Pratt                           | britische Botanik- und Ornithologieillustratorin                           | 86    |       |
| 27. Juli | Eduard Schwan                        | deutscher Romanist                                                         |       |       |
| 27. Juli | Ferdinand Weber von Ebenhof          | böhmischer Mediziner, Geburtshelfer und Hochschullehrer                    | 74    |       |
| 30. Juli | Hugh French Thomason                 | US-amerikanischer Jurist und Politiker                                     | 67    |       |
| 30. Juli | Adolf von Tschirschky und Bögendorff | sächsischer Generalleutnant                                                | 64    |       |
| 31. Juli | Friedrich Witte                      | deutscher Apotheker, Fabrikant und Politiker (DFP), MdR                    | 64    |       |

## August
| Tag        | Name                           | Beruf, bekannt als                                                                         | Alter | Beleg |
| ---------- | ------------------------------ | ------------------------------------------------------------------------------------------ | ----- | ----- |
| 2. August  | Harm Willms                    | deutscher Landwirt, Baptistenpastor, theologischer Schriftsteller                          | 70    |       |
| 3. August  | Eduard Michael Kafka           | deutschsprachiger Redakteur                                                                | 24    |       |
| 4. August  | Johann Friedrich Jencke        | königlich-sächsischer Hofrat, Gründer und erster Direktor der Taubstummenschule in Dresden | 81    |       |
| 5. August  | Friedrich Wilhelm Adami        | deutscher Schriftsteller                                                                   | 76    |       |
| 5. August  | Rudolf Grau                    | deutscher evangelischer Theologe und Rektor der Universität Königsberg                     | 58    |       |
| 5. August  | Gustav Hinke                   | deutscher Oboist                                                                           | 48    |       |
| 5. August  | James Lord Pierpont            | US-amerikanischer Songwriter und Komponist                                                 | 71    |       |
| 6. August  | Jean-Jacques Challet-Venel     | Schweizer Politiker                                                                        | 82    |       |
| 6. August  | Max Edlbacher                  | österreichischer Politiker                                                                 | 57    |       |
| 6. August  | Gustav Schirmer                | deutsch-amerikanischer Musikverleger                                                       | 63    |       |
| 6. August  | Johann Schmitt                 | Landtagsabgeordneter Großherzogtum Hessen                                                  | 78    |       |
| 7. August  | Alfredo Catalani               | italienischer Komponist                                                                    | 39    |       |
| 7. August  | Gustav Godeffroy               | Hamburger Kaufmann und Senator                                                             | 76    |       |
| 8. August  | Auguste Glaize                 | französischer Historien- und Genremaler, Pastellist und Lithograf                          | 85    |       |
| 8. August  | Wilhelm Rösch                  | deutscher Bildhauer                                                                        | 42    |       |
| 8. August  | Gustav von Rotteck             | deutscher Verwaltungsbeamter, Richter und Parlamentarier                                   | 71    |       |
| 10. August | Naphtali Zwi Juda Berlin       | russischer Rabbiner                                                                        | 76    |       |
| 10. August | Robert Cornelius               | US-amerikanischer Pionier der Fotografie                                                   | 84    |       |
| 11. August | Karl Ludwig Peter              | deutscher Geschichtsschreiber und Pädagoge                                                 | 85    |       |
| 11. August | Heinrich Eduard Schmieder      | deutscher Theologe und Ehrenbürger Wittenbergs                                             | 99    |       |
| 12. August | Edward Bruce Hamley            | britischer Generalleutnant                                                                 | 69    |       |
| 12. August | Alfred von Seefeld             | deutscher Buchhändler und Verleger                                                         | 67    |       |
| 12. August | Wesley Woolhouse               | britischer Versicherungsmathematiker                                                       | 84    |       |
| 13. August | Emil von Gaudecker             | deutscher Rittergutsbesitzer und Parlamentarier                                            | 61    |       |
| 13. August | Theodor Meyer                  | deutscher Verwaltungsbeamter                                                               | 87    |       |
| 14. August | Matthäus Binder                | österreichischer Geistlicher, Bischof der österreichischen Diözese St. Pölten              | 70    |       |
| 14. August | Johann Baptist Zwerger         | Bischof von Seckau                                                                         | 69    |       |
| 15. August | Karl Müller                    | deutscher spätnazarenischer Maler der Düsseldorfer Schule                                  | 74    |       |
| 15. August | Albrecht Rosengarten           | deutscher Architekt                                                                        | 83    |       |
| 16. August | Jean-Martin Charcot            | französischer Neurologe                                                                    | 67    |       |
| 16. August | Heinrich Cramer                | deutscher Anstaltspsychiater                                                               | 61    |       |
| 16. August | Hermann Fritz                  | deutsch-schweizerischer Polarlichtforscher                                                 | 62    |       |
| 17. August | Joseph Bihn                    | Pfarrer und Gründer des Schwesternordens, der „Franziskanerinnen von Tiffin“               | 71    |       |
| 17. August | John William Casilear          | US-amerikanischer Landschaftsmaler                                                         | 82    |       |
| 17. August | John Logan Chipman             | US-amerikanischer Politiker                                                                | 63    |       |
| 17. August | Wilhelm Maximilian Kisch       | österreichischer Schriftsteller                                                            | 66    |       |
| 17. August | Oscar Niemann                  | deutscher Sänger, Komponist und Porträtmaler                                               | 32    |       |
| 18. August | Constantin von Wurzbach        | österreichischer Bibliothekar, Lexikograph und Schriftsteller                              | 75    |       |
| 19. August | Eugen Franck                   | Richter und Landtagsabgeordneter Großherzogtum Hessen                                      | 61    |       |
| 20. August | Alexander Wassilko von Serecki | österreichischer Politiker                                                                 | 65    |       |
| 22. August | Christian Haeutle              | deutscher Archivar und Historiker                                                          | 67    |       |
| 21. August | Achilles Thommen               | Schweizer Ingenieur                                                                        | 61    |       |
| 22. August | Karl Adolf Camerer             | deutscher Verwaltungsjurist                                                                | 69    |       |
| 22. August | Ernst II.                      | Herzog von Sachsen-Coburg und Gotha                                                        | 75    |       |
| 23. August | Michał Elwiro Andriolli        | polnischer Maler und Architekt                                                             | 56    |       |
| 23. August | Victor von Eck                 | nassauischer Politiker                                                                     | 80    |       |
| 24. August | Eduard Bork                    | deutscher Jurist und Mitglied des Preußischen Abgeordnetenhauses                           | 60    |       |
| 24. August | Karl Burckhardt-Iselin         | Schweizer Politiker                                                                        | 63    |       |
| 24. August | Carl Oetker                    | deutscher Jurist und Politiker (NLP), MdR                                                  | 70    |       |
| 25. August | Antonio Bossi                  | Schweizer Jurist und Politiker                                                             | 64    |       |
| 25. August | Joseph K. Edgerton             | US-amerikanischer Politiker                                                                | 75    |       |
| 27. August | Hermann Custer                 | Schweizer Münzwardein                                                                      | 70    |       |
| 27. August | Peter Mitterhofer              | österreichischer Zimmermann und Erfinder                                                   | 70    |       |
| 27. August | Karl Richter                   | deutscher Montanindustrieller und Politiker, MdR                                           | 64    |       |
| 28. August | Philipp Gustav Passavant       | deutscher Arzt und Geheimer Sanitätsrat                                                    | 78    |       |
| 30. August | Ferdinand von Dannenberg       | preußischer General der Infanterie                                                         | 74    |       |
| 30. August | Henry Lange                    | deutscher Kartograf und Schriftsteller                                                     | 72    |       |
| 30. August | Richard von Rohrscheidt        | preußischer Landrat                                                                        | 81    |       |
| 31. August | Karl Ludwig Bender             | deutscher Lehrer, Journalist, Gutsbesitzer und Parlamentarier                              | 82    |       |

## September
| Tag           | Name                                    | Beruf, bekannt als                                                                   | Alter | Beleg |
| ------------- | --------------------------------------- | ------------------------------------------------------------------------------------ | ----- | ----- |
| 1. September  | James Fleming Fagan                     | US-amerikanischer Politiker und General der Konföderierten im Bürgerkrieg            | 65    |       |
| 1. September  | Jules Franceschi                        | französischer Bildhauer                                                              | 68    |       |
| 1. September  | Leonard Jenyns                          | britischer Geistlicher, Zoologe und Botaniker                                        | 93    |       |
| 2. September  | Karl Friedrich von Berlepsch            | Standesherr und Politiker                                                            | 72    |       |
| 3. September  | Jérôme Napoléon Bonaparte-Patterson II. | französischer Offizier                                                               | 62    |       |
| 3. September  | Gustav Gehring                          | deutscher Jurist, Politiker und Erfinder                                             | 65    |       |
| 3. September  | Lucy Takiora Lord                       | teils Māori-stämmige neuseeländische Fremdenführerin und Dolmetscherin               | 50    |       |
| 4. September  | Heinrich Lang                           | deutscher Architekt und Hochschullehrer                                              | 68    |       |
| 4. September  | Emil Perels                             | deutscher Agrarwissenschaftler und Ingenieur                                         | 56    |       |
| 5. September  | John Sullivan Dwight                    | US-amerikanischer Unitarier, Transzendentalist und Musikkritiker                     | 80    |       |
| 5. September  | Hermann Hunaeus                         | deutscher Architekt                                                                  | 81    |       |
| 6. September  | Max von Lerchenfeld                     | deutscher Gutsbesitzer und Politiker, MdR                                            | 51    |       |
| 7. September  | Jean-Etienne Dufour                     | Schweizer Unternehmer und Politiker                                                  | 53    |       |
| 7. September  | Hamilton Fish                           | US-amerikanischer Politiker                                                          | 85    |       |
| 8. September  | Joseph Dysart                           | US-amerikanischer Politiker                                                          | 73    |       |
| 8. September  | Michel Lentz                            | Dichter der luxemburgischen Nationalhymne „Ons Heemecht“                             | 73    |       |
| 8. September  | Alexander Zederbaum                     | hebräischer und jiddischer Schriftsteller                                            | 77    |       |
| 9. September  | Paul Ehrke                              | deutscher Opernsänger (Bass) und Gesangspädagoge                                     | 53    |       |
| 9. September  | Erhard Hartung von Hartungen            | österreichischer Arzt                                                                | 74    |       |
| 9. September  | Friedrich Traugott Kützing              | deutscher Botaniker und Algenforscher                                                | 85    |       |
| 9. September  | Lazarus Denison Shoemaker               | US-amerikanischer Politiker                                                          | 73    |       |
| 10. September | Joseph Heinrich Gustav Ferdinand Böhmer | königlich preußischer Generalleutnant                                                | 70    |       |
| 11. September | Leo Pantocsek                           | ungarischer Chemiker und Fotopionier                                                 |       |       |
| 11. September | Adolphe Yvon                            | französischer Maler                                                                  |       |       |
| 12. September | Bernhard Braubach                       | deutscher Mediziner und Politiker, MdR                                               | 73    |       |
| 12. September | Moreau S. Crosby                        | US-amerikanischer Politiker                                                          | 53    |       |
| 12. September | Christine Hebbel                        | deutsche Theaterschauspielerin                                                       | 23    |       |
| 12. September | Marie François Joseph de Miribel        | französischer General                                                                | 61    |       |
| 12. September | August Semrau                           | deutscher Journalist                                                                 | 76    |       |
| 13. September | Joseph Benzino                          | deutscher Kaufmann und Kunstsammler                                                  | 74    |       |
| 13. September | Albert Ribaucour                        | französischer Mathematiker                                                           | 47    |       |
| 14. September | Christian Heinrich Burckhardt           | deutscher Maler und Glasmaler                                                        | 69    |       |
| 14. September | Louis Ruchonnet                         | Schweizer Politiker                                                                  | 59    |       |
| 15. September | Thomas Hawksley                         | englischer Bauingenieur und Siedlungswasserwirtschaftler, besonders Wasserversorgung | 86    |       |
| 15. September | Columbia Lancaster                      | US-amerikanischer Politiker                                                          | 90    |       |
| 15. September | Hermann Sauppe                          | deutscher klassischer Philologe, Pädagoge und Epigraphiker                           | 83    |       |
| 17. September | Michael Rostock                         | sorbischer Botaniker und Entomologe                                                  | 72    |       |
| 18. September | Christoph Arnold                        | Landtagsabgeordneter Großherzogtum Hessen (NLP)                                      | 53    |       |
| 18. September | Rudolf von Thile                        | preußischer Generalleutnant                                                          | 67    |       |
| 19. September | Alexander Tilloch Galt                  | kanadischer Politiker                                                                | 76    |       |
| 20. September | Christoph Anton von Wolff               | württembergischer Oberamtmann und Politiker                                          | 75    |       |
| 22. September | George M. Brooks                        | US-amerikanischer Politiker                                                          | 69    |       |
| 22. September | Otto Ebel                               | deutscher Holzschneider, Grafiker und Buch-Illustrator                               |       |       |
| 22. September | Olaf Isaachsen                          | norwegischer Maler                                                                   | 58    |       |
| 23. September | Jules Matthey                           | Schweizer Politiker und Unternehmer                                                  | 84    |       |
| 24. September | Maximilian August von Schmieden         | sächsischer Generalmajor                                                             | 76    |       |
| 25. September | Alexander von Boetticher                | deutsch-baltischer Ingenieur-Offizier                                                | 80    |       |
| 25. September | Louise von François                     | deutsche Erzählerin und Schriftstellerin                                             | 76    |       |
| 25. September | Elias Grünebaum                         | deutscher Rabbiner und Historiker                                                    | 86    |       |
| 25. September | Albert Joseph Moore                     | englischer Maler                                                                     | 52    |       |
| 27. September | Andreas Frederik Krieger                | dänischer Jurist und Politiker                                                       | 75    |       |
| 27. September | Josef Linhoff                           | preußischer Beamter                                                                  | 74    |       |
| 28. September | Georges Cassignard                      | französischer Bahnradsportler                                                        | 20    |       |
| 28. September | Georg Dänzer                            | österreichischer Musiker                                                             | 45    |       |
| 28. September | Johann Baptist Müller                   | deutscher Politiker in der Bayerischen Abgeordnetenkammer (Liberale)                 |       |       |
| 29. September | Thomas Charles John Bain                | südafrikanischer Straßenbauingenieur                                                 | 63    |       |
| 29. September | Henry Barne                             | französischer Politiker                                                              | 62    |       |
| 29. September | George Bennett                          | britischer Arzt und Naturforscher                                                    | 89    |       |
| 29. September | Willis Benson Machen                    | US-amerikanischer Politiker                                                          | 83    |       |

## Oktober
| Tag         | Name                                     | Beruf, bekannt als                                                                               | Alter | Beleg |
| ----------- | ---------------------------------------- | ------------------------------------------------------------------------------------------------ | ----- | ----- |
| 1. Oktober  | Samuel Griffith                          | US-amerikanischer Politiker                                                                      | 77    |       |
| 1. Oktober  | Benjamin Jowett                          | englischer Theologe und Philologe                                                                | 76    |       |
| 1. Oktober  | Alexandra Wiktorowna Potanina            | russische Geografin                                                                              | 50    |       |
| 1. Oktober  | Carl Rasmussen                           | dänischer Maler                                                                                  | 52    |       |
| 2. Oktober  | Elizabeth Eastlake                       | englische Kunstkritikerin und Schriftstellerin                                                   | 83    |       |
| 2. Oktober  | Hong Jun                                 | chinesischer Botschafter                                                                         |       |       |
| 2. Oktober  | Erastus Wells                            | US-amerikanischer Politiker                                                                      | 69    |       |
| 3. Oktober  | Leopold Karl Theodor Fröbel              | Schweizer Kunstgärtner, Gartengestalter und Pflanzenzüchter                                      | 83    |       |
| 3. Oktober  | Edwin Nil                                | Schweizer evangelischer Geistlicher                                                              | 60    |       |
| 4. Oktober  | John K. Luttrell                         | US-amerikanischer Politiker                                                                      | 62    |       |
| 4. Oktober  | Richard Sterneck                         | österreichischer Politiker                                                                       | 40    |       |
| 5. Oktober  | James Black Groome                       | US-amerikanischer Politiker                                                                      | 55    |       |
| 5. Oktober  | Gottlob Friedrich Bernhard von Schippert | württembergischer Oberamtmann                                                                    | 72    |       |
| 6. Oktober  | Prudent Beaudry                          | kanadisch-amerikanischer Politiker                                                               | 77    |       |
| 7. Oktober  | Emil Flaminius                           | deutscher Architekt und preußischer Baubeamter                                                   |       |       |
| 7. Oktober  | Robert Geissler                          | deutscher Maler, Zeichner, Graphiker, Schriftsteller und Journalist                              | 74    |       |
| 7. Oktober  | Franz Rang                               | Oberbürgermeister, Reichstagsabgeordneter                                                        | 62    |       |
| 7. Oktober  | William Smith                            | englischer Klassischer Philologe und Lexikograf                                                  | 80    |       |
| 8. Oktober  | Michael von Bulmerincq                   | russischer Arzt und Forstwirt, deutsch-baltischer Herkunft                                       | 88    |       |
| 8. Oktober  | Michael Öchsner                          | bayerischer Lehrer, Publizist und Schriftsteller                                                 | 77    |       |
| 8. Oktober  | Alexei Nikolajewitsch Pleschtschejew     | russischer Dichter                                                                               | 67    |       |
| 9. Oktober  | Gustav Biesenbach der Ältere             | deutscher Rechtsanwalt und Parlamentarier                                                        | 61    |       |
| 9. Oktober  | Karl Jenny                               | österreichischer Maschinenbauer und Hochschullehrer                                              | 74    |       |
| 9. Oktober  | Dionýs Štúr                              | slowakischer Geologe und Paläontologe                                                            | 66    |       |
| 10. Oktober | Charles Altamont Doyle                   | britischer Illustrator und Maler                                                                 | 61    |       |
| 11. Oktober | Ford Madox Brown                         | englischer Maler                                                                                 | 72    |       |
| 11. Oktober | Barthélemy Menn                          | Schweizer Maler                                                                                  | 78    |       |
| 11. Oktober | Arcangelo Scacchi                        | italienischer Geologe, Mineraloge und Vulkanologe                                                | 83    |       |
| 12. Oktober | Georg von Kameke                         | preußischer Offizier, zuletzt General der Infanterie und Kriegsminister                          | 76    |       |
| 12. Oktober | Ercole Rosa                              | italienischer Bildhauer                                                                          | 47    |       |
| 12. Oktober | Nikolai Sergejewitsch Swerew             | russischer Pianist und Pädagoge                                                                  |       |       |
| 13. Oktober | Alfred Frief                             | deutscher Bergbauingenieur                                                                       | 57    |       |
| 13. Oktober | Hermann von Hornstein                    | deutscher Gutsbesitzer und Politiker, MdR                                                        | 50    |       |
| 13. Oktober | Benjamin Karl Leopold Müller             | deutscher Militärarzt                                                                            | 71    |       |
| 15. Oktober | Emil Ege                                 | Landwirt und Landtagsabgeordneter                                                                | 59    |       |
| 15. Oktober | John Lewis Thomas                        | US-amerikanischer Politiker                                                                      | 58    |       |
| 16. Oktober | Sinaida Iwanowna Jussupowa               | russische Hofdame                                                                                | 83    |       |
| 16. Oktober | Carlo Pedrotti                           | italienischer Komponist, Dirigent und Musiklehrer                                                | 75    |       |
| 17. Oktober | Gustav Dickhuth                          | deutscher Verwaltungsjurist, Zweiter Bürgermeister von Breslau                                   | 68    |       |
| 17. Oktober | Friedrich Falk                           | deutscher Rechtsmediziner                                                                        | 53    |       |
| 17. Oktober | Patrice de Mac-Mahon                     | französischer Staatsmann und Politiker                                                           | 85    |       |
| 17. Oktober | Dmytro Pyltschykow                       | ukrainischer politischer und kultureller Aktivist                                                | 71    |       |
| 17. Oktober | Louis Spangenberg                        | deutscher Maler                                                                                  | 69    |       |
| 18. Oktober | Charles Gounod                           | französisch-deutscher Komponist                                                                  | 75    |       |
| 18. Oktober | Amos Myers                               | US-amerikanischer Politiker                                                                      | 69    |       |
| 18. Oktober | Lucy Stone                               | US-amerikanische Frauenrechtlerin und Abolitionistin                                             | 75    |       |
| 18. Oktober | Johann Rudolf von Toggenburg             | Schweizer Jurist und Politiker                                                                   | 75    |       |
| 18. Oktober | Karl Theodor Wecker                      | Unternehmer und Abgeordneter                                                                     | 64    |       |
| 19. Oktober | Carl Bøgh                                | dänischer Tier- und Landschaftsmaler                                                             | 66    |       |
| 19. Oktober | John Livingston Nevius                   | US-amerikanischer presbyterianischer Missionar und Autor                                         | 64    |       |
| 20. Oktober | Philip Schaff                            | deutsch-US-amerikanischer protestantischer Theologe und Kirchenhistoriker                        |       |       |
| 21. Oktober | Christian Behm                           | deutscher Rechtsanwalt und Politiker, MdR                                                        | 62    |       |
| 21. Oktober | Julián del Casal                         | kubanischer Schriftsteller                                                                       | 29    |       |
| 21. Oktober | Karl Heinrich Heichemer                  | Priester, Jesuit                                                                                 | 57    |       |
| 22. Oktober | Matthias von Pischof                     | österreichischer Eisenbahntechniker                                                              | 67    |       |
| 22. Oktober | Josef Potpeschnigg                       | österreichischer Jurist und Politiker                                                            | 84    |       |
| 22. Oktober | Duleep Singh                             | Maharadscha des Reichs der Sikh                                                                  | 55    |       |
| 23. Oktober | Thomas Leonidas Crittenden               | General der US-Armee                                                                             | 74    |       |
| 23. Oktober | Luigi Nazari di Calabiana                | italienischer Geistlicher und Senator, Erzbischof von Mailand                                    | 85    |       |
| 24. Oktober | Joseph Hellmesberger senior              | österreichischer Komponist, Violinist und Dirigent                                               | 64    |       |
| 24. Oktober | Julius Tafel                             | deutscher Unternehmer                                                                            | 65    |       |
| 26. Oktober | Franz Grashof                            | deutscher Ingenieur                                                                              | 67    |       |
| 27. Oktober | Friedrich Wilhelm Dörpfeld               | deutscher Pädagoge                                                                               | 69    |       |
| 28. Oktober | Max von Bredow                           | deutscher Offizier, Rittergutsbesitzer und Parlamentarier                                        | 76    |       |
| 28. Oktober | Carter Harrison, Sr.                     | US-amerikanischer Politiker                                                                      | 68    |       |
| 28. Oktober | Juan García Margallo                     | Militärgouverneur von Melilla                                                                    |       |       |
| 29. Oktober | Gustav Mützel                            | deutscher Tiermaler                                                                              | 53    |       |
| 29. Oktober | Auguste Racinet                          | französischer Kostümkundler, Maler, Illustrator und Autor                                        | 68    |       |
| 30. Oktober | John Abbott                              | kanadischer Anwalt, Unternehmer, Professor und Politiker                                         | 72    |       |
| 30. Oktober | August Carl Eduard Baldamus              | deutscher Ornithologe                                                                            | 81    |       |
| 30. Oktober | Karl Bodmer                              | Schweizer Maler, Künstler des Wilden Westens, später französischer Maler der Schule von Barbizon | 84    |       |
| 30. Oktober | Friedrich Gustav von Bülow               | deutscher Gutsbesitzer und Erbauer der Sternwarte Bothkamp                                       | 76    |       |
| 30. Oktober | Georg Michael Pfaff                      | deutscher Blechblasinstrumentenbauer und Nähmaschinenfabrikant                                   | 70    |       |
| 30. Oktober | Hermann August Seger                     | deutscher Chemiker                                                                               | 53    |       |
| 31. Oktober | John Atkinson Grimshaw                   | englischer Maler                                                                                 | 57    |       |
| 31. Oktober | Alberto Guglielmotti                     | italienischer Dominikaner und Marinehistoriker                                                   | 81    |       |

## November
| Tag          | Name                                           | Beruf, bekannt als                                                                                           | Alter | Beleg |
| ------------ | ---------------------------------------------- | --- | ----- | ----- |
| 1. November  | Fridolin Fassbind                              | Schweizer Hotelier und liberaler Politiker                                                                   | 72    |       |
| 1. November  | Eli Jones Henkle                               | US-amerikanischer Politiker                                                                                  | 64    |       |
| 1. November  | Jan Matejko                                    | polnischer Maler                                                                                             |       |       |
| 2. November  | Auguste Bouvier                                | Schweizer reformierter Theologe                                                                              | 67    |       |
| 2. November  | Carlo Laurenzi                                 | italienischer Geistlicher, Kardinal                                                                          | 72    |       |
| 2. November  | Daniel Payne                                   | methodistischer Bischof und Pädagoge                                                                         | 82    |       |
| 3. November  | Philipp Heintz                                 | pfälzischer Rechtsanwalt und Stadtrat                                                                        | 83    |       |
| 3. November  | Daniel Marcy                                   | US-amerikanischer Politiker                                                                                  | 83    |       |
| 3. November  | George G. Symes                                | US-amerikanischer Politiker                                                                                  | 53    |       |
| 4. November  | Conrad Geyer                                   | deutscher Kupfer- und Stahlstecher                                                                           | 77    |       |
| 4. November  | Cornelis Elisa van Koetsveld                   | niederländischer Theologe, Schriftsteller und Pfarrer                                                        | 86    |       |
| 4. November  | Richard Roepell                                | deutscher Historiker; Hochschullehrer und Rektor in Breslau                                                  | 85    |       |
| 4. November  | Hugo Adolph Steinheil                          | deutscher Optiker und Unternehmer                                                                            | 61    |       |
| 4. November  | Pierre Tirard                                  | französischer Politiker und Premierminister                                                                  | 66    |       |
| 5. November  | Emanuel Stöckler                               | österreichischer Maler                                                                                       | 73    |       |
| 6. November  | Josef Böhm                                     | österreichischer Kirchenmusiker                                                                              | 52    |       |
| 6. November  | Julius Fröbel                                  | deutscher Geologe, Mineraloge, Politiker und Mitglied der Nationalversammlung in der Frankfurter Paulskirche | 88    |       |
| 6. November  | Alexandre Louis Guillaume Jacomin de Malespine | Freiherr, Gutsbesitzer und Mäzen im bayerischen Rheinkreis                                                   | 72    |       |
| 6. November  | Pjotr Iljitsch Tschaikowski                    | russischer Komponist                                                                                         | 53    |       |
| 8. November  | Ernest Cahen                                   | französischer Organist und Komponist                                                                         | 65    |       |
| 8. November  | Robert Dohme                                   | deutscher Kunstschriftsteller                                                                                | 48    |       |
| 8. November  | Kirill Antonowitsch Gorbunow                   | russischer Porträtmaler und Lithograf                                                                        |       |       |
| 8. November  | Francis Parkman                                | US-amerikanischer Historiker                                                                                 | 70    |       |
| 8. November  | Botho zu Stolberg-Roßla                        | deutscher Standesherr                                                                                        | 43    |       |
| 9. November  | Hermann August Hagen                           | deutscher Entomologe und Hochschullehrer in Harvard                                                          | 76    |       |
| 9. November  | Ottomar Hermes                                 | deutscher Jurist und evangelischer Kirchenpolitiker                                                          | 67    |       |
| 10. November | Leonid Hlibow                                  | ukrainischer Schriftsteller und Dichter                                                                      | 66    |       |
| 10. November | Émile Jamais                                   | französischer Politiker, Mitglied der Nationalversammlung                                                    | 36    |       |
| 10. November | Hans Johow                                     | deutscher Schiffbauingenieur                                                                                 | 37    |       |
| 10. November | Richard Parker                                 | US-amerikanischer Politiker                                                                                  | 82    |       |
| 11. November | Charles Henry Bell                             | US-amerikanischer Politiker                                                                                  | 69    |       |
| 11. November | Julius Heinrich von Boehn                      | preußischer Generalleutnant                                                                                  | 72    |       |
| 12. November | Alexander von Bach                             | österreichischer Verwaltungsjurist und Politiker                                                             | 80    |       |
| 12. November | Theodor Hergenhahn                             | deutscher Rechtswissenschaftler                                                                              | 60    |       |
| 12. November | Andreas Mayr                                   | deutscher Kirchen- und Historienmaler                                                                        | 72    |       |
| 14. November | Moritz von Königswarter                        | österreichischer Bankier                                                                                     | 56    |       |
| 14. November | Jasper von Oertzen                             | Person der deutschen Gemeinschaftsbewegung                                                                   | 60    |       |
| 14. November | Theodor Wachtel                                | deutscher Sänger (Tenor)                                                                                     | 70    |       |
| 15. November | Theodore Gaillard Hunt                         | US-amerikanischer Politiker                                                                                  | 88    |       |
| 15. November | Paul von Stockbauer                            | bayerischer Jurist und Politiker                                                                             | 67    |       |
| 16. November | Hermann Bayer                                  | deutscher Maler, Zeichner und Lehrer                                                                         | 64    |       |
| 16. November | Reinhard Sebastian Zimmermann                  | deutscher Maler                                                                                              | 78    |       |
| 17. November | Alexander I.                                   | Fürst von Bulgarien                                                                                          | 36    |       |
| 17. November | Gabriel-Hippolyte Destailleur                  | französischer Architekt                                                                                      | 71    |       |
| 17. November | Karl Heyl                                      | Jurist, Reichstagsabgeordneter                                                                               | 81    |       |
| 18. November | Hermann Budler                                 | deutscher Konsul                                                                                             | 47    |       |
| 18. November | Carl Hermann Theodor Haase                     | deutscher Unternehmer und Pächter der Hamburger Gaswerke (1874–1891)                                         | 62    |       |
| 19. November | Eduard Georg von Bethusy-Huc                   | deutscher Politiker, MdR                                                                                     | 64    |       |
| 19. November | Johannes Fehling                               | deutscher Kaufmann und Senator der Hansestadt Lübeck                                                         | 58    |       |
| 20. November | Gustav Kreitner                                | altösterreichischer Geograph                                                                                 | 46    |       |
| 20. November | Kalle Løchen                                   | norwegischer Maler und Schauspieler                                                                          | 28    |       |
| 21. November | Anton Halfar                                   | deutscher Geologe und Paläontologe                                                                           | 57    |       |
| 21. November | Morgan C. Hamilton                             | US-amerikanischer Politiker                                                                                  | 84    |       |
| 21. November | Jeremiah McLain Rusk                           | US-amerikanischer Politiker                                                                                  | 63    |       |
| 22. November | Hugo von Bonin                                 | deutscher Rittergutsbesitzer und Parlamentarier                                                              | 67    |       |
| 22. November | Cornelius Diependaal                           | niederländischer altkatholischer Bischof                                                                     | 64    |       |
| 22. November | Charles Auguste Fraikin                        | belgischer Bildhauer                                                                                         | 76    |       |
| 22. November | Rudolph von Hertzberg                          | deutscher Musikdirektor und Gesangslehrer beim Königlichen Domchor zu Berlin                                 | 75    |       |
| 22. November | Wilhelm Theodor Roscher                        | deutscher Richter und Parlamentarier                                                                         | 74    |       |
| 23. November | Mariana Grajales                               | kubanische Freiheitskämpferin                                                                                | 78    |       |
| 23. November | Wilhelm von Krupka                             | preußischer Verwaltungsbeamter und Landrat des Kreises Flensburg                                             | 70    |       |
| 23. November | Jean-Baptiste Rudolf                           | Bürgermeister, Landesausschusmitglied                                                                        | 69    |       |
| 24. November | Alexander Czwalina                             | deutscher Richter und Parlamentarier                                                                         | 63    |       |
| 24. November | John J. Jacob                                  | US-amerikanischer Politiker                                                                                  | 63    |       |
| 24. November | Julius Mannhardt                               | deutscher Augenarzt                                                                                          | 59    |       |
| 25. November | Johann Bauschinger                             | deutscher Ingenieur, Professor für Technische Mechanik in München                                            | 59    |       |
| 25. November | Edmund de Chapeaurouge                         | deutscher Jurist und Politiker, MdHB                                                                         | 76    |       |
| 25. November | Charles O’Neill                                | US-amerikanischer Politiker                                                                                  | 72    |       |
| 26. November | Sebastian Brunner                              | katholischer Geistlicher und Schriftsteller                                                                  | 78    |       |
| 27. November | Nathaniel B. Eldredge                          | US-amerikanischer Politiker                                                                                  | 80    |       |
| 27. November | Stephen Wilcox                                 | US-amerikanischer Erfinder des Wasserrohrkessels                                                             | 63    |       |
| 28. November | Alexander Cunningham                           | britischer Indologe                                                                                          | 79    |       |
| 28. November | Johann Bernhard Klombeck                       | deutscher Landschaftsmaler                                                                                   | 78    |       |
| 28. November | Wilhelm Müller                                 | deutscher Klavierfabrikant, Musikverleger und Komponist                                                      | 79    |       |
| 29. November | Paul Henri Fischer                             | französischer Malakologe                                                                                     | 58    |       |
| 29. November | Clemens Theodor Reichert                       | deutscher Kommunalpolitiker, Mitglied des Preußischen Herrenhauses und Bürgermeister von Görlitz             | 63    |       |
| 29. November | Adolph Untersee                                | Oberbürgermeister von Schwäbisch Gmünd, Landtagsabgeordneter in den Württembergischen Landständen            | 51    |       |
| 30. November | Salvatore Cusa                                 | italienischer Arabist und Diplomatiker                                                                       | 71    |       |
| 30. November | Franz Mair                                     | österreichischer Chormeister, Komponist und Gründer des Wiener Schubertbundes                                | 72    |       |
| 30. November | William A. Phillips                            | US-amerikanischer Politiker                                                                                  | 69    |       |
| 30. November | Carl Wilhelm Tölcke                            | deutscher sozialdemokratischer Politiker                                                                     | 76    |       |

## Dezember
| Tag          | Name                                    | Beruf, bekannt als                                                                   | Alter | Beleg |
| ------------ | --------------------------------------- | ------------------------------------------------------------------------------------ | ----- | ----- |
| 1. Dezember  | Anton Anno                              | deutscher Schauspieler, Regisseur, Theaterdirektor und Bühnenschriftsteller          | 55    |       |
| 1. Dezember  | David August Brauns                     | deutscher Geologe                                                                    | 66    |       |
| 1. Dezember  | August Ferdinand Dähne                  | deutscher evangelischer Theologe                                                     | 86    |       |
| 1. Dezember  | Eduard Franck                           | deutscher Pianist und Komponist                                                      | 76    |       |
| 1. Dezember  | Carl Koßmaly                            | deutscher Komponist, Kapellmeister und Musikschriftsteller                           | 81    |       |
| 1. Dezember  | William Lilly                           | US-amerikanischer Politiker                                                          | 72    |       |
| 2. Dezember  | Joseph Böhm                             | österreichischer Botaniker                                                           | 62    |       |
| 2. Dezember  | Carl Eich                               | deutscher Gutsbesitzer und Politiker                                                 | 69    |       |
| 2. Dezember  | Carolina Märklin                        | deutsche Unternehmerin                                                               | 67    |       |
| 3. Dezember  | Porter Ingram                           | US-amerikanischer Jurist und konföderierter Politiker                                | 83    |       |
| 3. Dezember  | Max Toeppen                             | deutscher Historiker                                                                 | 71    |       |
| 4. Dezember  | Heinrich Göbel                          | deutsch-amerikanischer Feinmechaniker und Erfinder                                   | 75    |       |
| 4. Dezember  | Johann Friedrich Albrecht August Meyer  | Autor und Jurist in Hamburg                                                          | 86    |       |
| 4. Dezember  | Friedrich Theodor Müller                | preußischer Beamter und Politiker                                                    | 82    |       |
| 4. Dezember  | Eduard Puricelli                        | Unternehmer, Reichstagsabgeordneter                                                  | 67    |       |
| 4. Dezember  | John Tyndall                            | britischer Physiker, erklärte als erster, warum der Himmel blau ist (Tyndall-Effekt) | 73    |       |
| 4. Dezember  | Marie Wiegmann                          | deutsche Malerin                                                                     | 67    |       |
| 5. Dezember  | Ludwig Karrer                           | Schweizer Politiker                                                                  | 63    |       |
| 5. Dezember  | Matsudaira Katamori                     | Samurai und Daimyō von Aizu                                                          | 57    |       |
| 5. Dezember  | Gustav Pfannmüller                      | Architekt und Hochschullehrer                                                        | 73    |       |
| 6. Dezember  | Adolf Frank von Fürstenwerth            | preußischer Beamter, Regierungspräsident in Sigmaringen                              | 60    |       |
| 6. Dezember  | Carl Theodor Reiffenstein               | deutscher Architektur- und Landschaftsmaler                                          | 73    |       |
| 6. Dezember  | Karl von Schmid                         | deutscher Politiker (DP), MdR und Innenminister                                      | 61    |       |
| 6. Dezember  | Rudolf Wolf                             | Schweizer Astronom und Mathematiker                                                  | 77    |       |
| 7. Dezember  | John Bruce                              | kanadischer Politiker und Richter                                                    |       |       |
| 7. Dezember  | John Wood Dodge                         | US-amerikanischer Maler                                                              | 86    |       |
| 7. Dezember  | Romuald Holenia                         | österreichischer Montanist                                                           | 75    |       |
| 7. Dezember  | Rodolphe Laflamme                       | kanadischer Politiker, Rechtsanwalt und Professor                                    | 66    |       |
| 7. Dezember  | Heinrich Wiethase                       | deutscher Architekt                                                                  | 60    |       |
| 8. Dezember  | Joseph Bender                           | deutscher Pädagoge und Historiker                                                    | 78    |       |
| 8. Dezember  | Theodor Erdmann                         | deutscher Verwaltungsjurist und Regierungspräsident von Oldenburg                    | 98    |       |
| 9. Dezember  | Thomas Bauer                            | deutscher Ordensgeistlicher, Benediktiner und Theologe                               | 72    |       |
| 9. Dezember  | George Elvey                            | britischer Organist und Komponist                                                    | 77    |       |
| 9. Dezember  | Nathan A. Farwell                       | US-amerikanischer Politiker (Republikanische Partei)                                 | 81    |       |
| 9. Dezember  | Franz Xaver Freninger                   | deutscher Kopist und Volkskundler                                                    | 69    |       |
| 9. Dezember  | Aaron Bär Grünbaum                      | deutscher Distriktsrabbiner und Autor                                                | 82    |       |
| 9. Dezember  | Hieronymus Christoph Nopp               | evangelischer Theologe, Rektor und Regensburger Reformator                           | 61    |       |
| 9. Dezember  | Charles Sangster                        | kanadischer Dichter                                                                  | 71    |       |
| 10. Dezember | Heinrich Leonhard Brügman               | deutscher Industrieller und Brauereigründer                                          | 61    |       |
| 10. Dezember | Georg von der Gabelentz                 | deutscher Sinologe                                                                   | 53    |       |
| 10. Dezember | Rupert Mittermüller                     | deutscher Historiker und Benediktinermönch                                           | 79    |       |
| 10. Dezember | Heinrich Carl Christian Pego            | deutscher Kaufmann                                                                   | 65    |       |
| 11. Dezember | Hermann Dürre                           | deutscher Historiker und Pädagoge                                                    | 74    |       |
| 11. Dezember | Jacob B. Jackson                        | US-amerikanischer Politiker                                                          | 64    |       |
| 11. Dezember | Jeremiah Henry Murphy                   | US-amerikanischer Politiker                                                          | 58    |       |
| 12. Dezember | Hermann Duncker                         | Kommunalpolitiker (Berlin)                                                           | 76    |       |
| 12. Dezember | Otto Durlach                            | deutscher Bauingenieur und preußischer Baubeamter                                    | 72    |       |
| 12. Dezember | William Holmes Howland                  | kanadischer Kaufmann, Sozialreformer und Politiker                                   | 49    |       |
| 12. Dezember | Julius Löwenberg                        | deutscher Geograph und Autor, Freund und Biograph Alexander von Humboldts            | 93    |       |
| 12. Dezember | Mathias Schneid                         | deutscher Philosoph                                                                  | 53    |       |
| 12. Dezember | George K. Shiel                         | US-amerikanischer Politiker                                                          |       |       |
| 13. Dezember | John Cessna                             | US-amerikanischer Politiker                                                          | 72    |       |
| 13. Dezember | Adolph Godeffroy                        | deutscher Politiker, MdHB, Kaufmann und Direktor der HAPAG                           | 79    |       |
| 13. Dezember | Theodor Lay                             | deutscher Opernsänger                                                                | 68    |       |
| 13. Dezember | Georg August Rudolph                    | deutscher Verwaltungsjurist; Oberbürgermeister von Marburg                           | 77    |       |
| 13. Dezember | Otto Friedrich von Schönburg-Waldenburg | Fürst von Schönburg und sächsischer Landtagsabgeordneter                             | 74    |       |
| 13. Dezember | Alexander White                         | US-amerikanischer Rechtsanwalt, Richter und Politiker                                | 77    |       |
| 14. Dezember | Carl Gotthilf Büttner                   | deutscher evangelischer Pastor, Missionar und Sprachwissenschaftler                  | 44    |       |
| 14. Dezember | Karolina Karlowna Pawlowa               | russische Schriftstellerin                                                           | 86    |       |
| 15. Dezember | Hugo Haniel                             | deutscher Unternehmer                                                                | 83    |       |
| 15. Dezember | Karl Ludwig Michelet                    | deutscher Philosoph                                                                  | 92    |       |
| 15. Dezember | Hinrich Johannes Rink                   | dänischer Geologe                                                                    | 74    |       |
| 16. Dezember | George Babcock                          | US-amerikanischer Erfinder des Wasserrohrkessels                                     | 61    |       |
| 16. Dezember | Julius Meyer                            | deutscher Kunsthistoriker und Museumsdirektor                                        | 63    |       |
| 16. Dezember | Julius von der Schulenburg              | preußischer Generalleutnant, Hofmarschall und Rechtsritter des Johanniterordens      | 84    |       |
| 16. Dezember | Albert Stotz                            | deutscher Gießereibesitzer                                                           | 78    |       |
| 17. Dezember | Caspar Jele                             | österreichischer Maler                                                               | 79    |       |
| 17. Dezember | Levinus Wilhelmus Christiaan Keuchenius | niederländischer Politiker und Jurist                                                | 71    |       |
| 17. Dezember | Georg von Wyss                          | Schweizer Politiker und Historiker                                                   | 77    |       |
| 18. Dezember | Anton Emanuel von Komers                | böhmischer Agrarfachmann                                                             | 79    |       |
| 18. Dezember | Friedrich Medicus                       | deutscher Pomologe                                                                   | 80    |       |
| 18. Dezember | Wilhelm Porttmann                       | deutscher Maler                                                                      |       |       |
| 18. Dezember | Paul Zademack                           | deutscher Theaterschauspieler und -regisseur                                         | 56    |       |
| 19. Dezember | Josef Anton Oelz                        | österreichischer Arzt und Politiker, Landtagsabgeordneter                            | 81    |       |
| 19. Dezember | Aloys Sprenger                          | österreichischer Orientalist                                                         | 80    |       |
| 20. Dezember | Claudius Ulmann                         | deutscher Mediziner                                                                  | 83    |       |
| 21. Dezember | Alfred H. Littlefield                   | US-amerikanischer Politiker                                                          | 64    |       |
| 21. Dezember | Josef von Stadl                         | österreichischer Baumeister und Architekt                                            | 65    |       |
| 21. Dezember | Edward Stanhope                         | britischer Politiker (Conservative Party)                                            | 53    |       |
| 21. Dezember | Jonas Wenström                          | schwedischer Erfinder (Drehstrom)                                                    | 38    |       |
| 22. Dezember | Aleksandre Qasbegi                      | georgischer Schriftsteller                                                           | 45    |       |
| 22. Dezember | Hugo von Saldern-Ahlimb-Ringenwalde     | deutscher Majoratsbesitzer und Politiker, MdR                                        | 64    |       |
| 22. Dezember | Albert Wander                           | deutscher Gutsbesitzer und Politiker (DFP), MdR                                      | 75    |       |
| 23. Dezember | Gunnar Berg                             | norwegischer Maler                                                                   | 30    |       |
| 23. Dezember | George Elliot, 1. Baronet of Penshaw    | britischer Unternehmer und Politiker, Mitglied des House of Commons                  | 79    |       |
| 23. Dezember | Maximilian von Helmstatt                | deutscher Adliger, königlich französischer Rittmeister                               | 83    |       |
| 23. Dezember | Benedict Randhartinger                  | österreichischer Sänger, Komponist und Hofkapellmeister                              | 91    |       |
| 23. Dezember | Eliza Wille                             | deutsche Romanschriftstellerin                                                       | 84    |       |
| 24. Dezember | Aloys Denoth                            | Bildhauer und Holzschnitzer                                                          | 42    |       |
| 24. Dezember | Boyle Finniss                           | australischer Politiker und Entdecker                                                | 86    |       |
| 24. Dezember | Otto Mejer                              | deutscher evangelisch-lutherischer Kirchenrechtler                                   | 75    |       |
| 24. Dezember | Ferdinand Ludwig August Merckel         | deutscher Architekt des Historismus, fürstlich lippischer Baubeamter                 | 85    |       |
| 24. Dezember | Henry Pettitt                           | englischer Schauspieler und Schriftsteller                                           |       |       |
| 24. Dezember | Salomon Volkart                         | Schweizer Unternehmer                                                                | 77    |       |
| 25. Dezember | Benjamin T. Biggs                       | US-amerikanischer Politiker                                                          | 72    |       |
| 25. Dezember | John C. Nicholls                        | US-amerikanischer Politiker                                                          | 59    |       |
| 25. Dezember | Victor Schœlcher                        | französischer Politiker und Freiheitskämpfer                                         | 89    |       |
| 25. Dezember | Clemens Sels                            | deutscher Apotheker, Fabrikant, Kunstsammler und Stifter                             | 71    |       |
| 26. Dezember | Karl Friedrich Klaiber                  | deutscher Pastor                                                                     | 76    |       |
| 27. Dezember | Victor Considerant                      | französischer Politiker                                                              | 85    |       |
| 27. Dezember | Adolph Knop                             | deutscher Geologe und Mineraloge                                                     | 65    |       |
| 27. Dezember | Charles Merivale                        | englischer Historiker und Dekan der Kathedrale von Ely                               | 85    |       |
| 28. Dezember | Peter Herwegen                          | deutscher Zeichner, Maler und Lithograf                                              | 79    |       |
| 28. Dezember | John E. Hutton                          | US-amerikanischer Politiker                                                          | 65    |       |
| 28. Dezember | Adolf Jellinek                          | jüdischer Gelehrter                                                                  |       |       |
| 28. Dezember | Richard Spruce                          | englischer Botaniker und Naturforscher                                               | 76    |       |
| 29. Dezember | William King-Noel, 1. Earl of Lovelace  | britischer Peer und Wissenschaftler                                                  | 88    |       |
| 30. Dezember | Samuel White Baker                      | englischer Afrikaforscher                                                            | 72    |       |
| 30. Dezember | Friedrich Wunder                        | deutscher Fotograf                                                                   | 78    |       |
| 31. Dezember | Bernhard von Hausen                     | deutscher Politiker, MdL (Königreich Sachsen)                                        | 58    |       |
| 31. Dezember | Georg Heinrich von Merz                 | Prälat und Generalsuperintendent von Reutlingen                                      | 77    |       |

## Datum unbekannt
| Tag | Name                          | Beruf, bekannt als                                                                                 | Alter | Beleg |
| --- | ----------------------------- | -------------------------------------------------------------------------------------------------- | ----- | ----- |
|     | Giuseppe Aducco               | italienischer Violinist, Klarinettist, Komponist, Musikpädagoge und Kapellmeister                  |       |       |
|     | Arabo                         | armenischer Militäroffizier                                                                        |       |       |
|     | Adolf Bargmann                | deutscher Anwalt und Parlamentarier                                                                |       |       |
|     | Adam Karl Bernhard            | hessischer Orgelbauer                                                                              |       |       |
|     | Jakob Blank-Arbenz            | Schweizer Unternehmer                                                                              |       |       |
|     | Heinrich Bunde                | deutscher Rittergutsbesitzer und konservativer Politiker, MdL (Königreich Sachsen)                 |       |       |
|     | Alexander Buttmann            | deutscher Philologe                                                                                |       |       |
|     | Gabriel Cannon                | US-amerikanischer Politiker                                                                        |       |       |
|     | Louis Placide Canonge         | US-amerikanischer Journalist und Schriftsteller                                                    |       |       |
|     | Victor Contamin               | französischer Ingenieur                                                                            |       |       |
|     | Horatio Henry Couldery        | englischer Maler                                                                                   |       |       |
|     | Albert Delpit                 | französischer Roman- und Bühnendichter                                                             |       |       |
|     | Johannes Diermissen           | niederdeutscher Autor                                                                              |       |       |
|     | Heinrich Durège               | deutscher Mathematiker                                                                             |       |       |
|     | İbrahim Edhem Pascha          | türkischer General und Großwesir des Osmanischen Reiches                                           |       |       |
|     | Luigi Fabbrucci               | italienischer Bildhauer                                                                            | ≈64   |       |
|     | Johann Ignaz Fuchs            | deutscher Uhrmacher                                                                                |       |       |
|     | Johann Friedrich II. Gast     | deutscher Orgelbauer und Scharfrichter                                                             |       |       |
|     | Paul Girardet                 | französischer Kupferstecher                                                                        |       |       |
|     | Karl Fürchtegott Grob         | Tabakpflanzer, Erbauer der Villa Patumbah in Zürich                                                |       |       |
|     | Hugo Hoffmann                 | deutscher Jurist und Parlamentarier                                                                |       |       |
|     | Carl August Hube              | deutscher Lithograf und Zeichenlehrer                                                              |       |       |
|     | Julius Illing                 | deutscher Verwaltungsjurist und Landrat des Kreises Mogilno (1844–1850)                            |       |       |
|     | Cuno Jeschke                  | deutscher Kaufmann, Bergwerksbesitzer und Politiker (DFP), MdR                                     |       |       |
|     | Julius Jordan                 | preußischer Beamter, Mitglied der Frankfurter Nationalversammlung                                  |       |       |
|     | Frances Anne Kemble           | englische Schauspielerin und Schriftstellerin                                                      |       |       |
|     | Heinrich Kruspe               | deutscher Maler, Kunstpädagoge und Chronist                                                        |       |       |
|     | Alejandro Magariños Cervantes | uruguayischer Politiker und Schriftsteller                                                         |       |       |
|     | Ludwig Maring                 | Schweizer Architekt, Direktionsarchitekt der Schweizerischen Centralbahn, Grossrat der Stadt Basel |       |       |
|     | Trevor McClurg                | US-amerikanischer Historien-, Genre-, Porträt- und Landschaftsmaler sowie ein Fotograf             |       |       |
|     | Marie Ménessier-Nodier        | französische Schriftstellerin                                                                      |       |       |
|     | Angelo Minich                 | italienischer Chirurg                                                                              |       |       |
|     | Ferdinand Nickels             | deutscher Jurist und Abgeordneter                                                                  |       |       |
|     | Ferdinand Noell               | deutscher Politiker                                                                                |       |       |
|     | Rudolf Paarmann               | deutscher Baumeister                                                                               |       |       |
|     | Giovanni Papanti              | italienischer Bibliograf, Bibliophiler, Novellenforscher und Dialektologe                          |       |       |
|     | Rudolf Rempel                 | deutscher Chemiker, Erfinder der Weckgläser                                                        |       |       |
|     | Johann Theodor Schultz        | deutscher Kunstmaler und Pädagoge                                                                  |       |       |
|     | Karl Selke                    | preußischer Verwaltungsbeamter, Oberbürgermeister von Elbing und Königsberg                        |       |       |
|     | Çaylak Tevfik                 | türkisch-osmanischer Schriftsteller und Journalist                                                 |       |       |
|     | Benedict Titz                 | deutscher katholischer Pfarrer und Parlamentarier                                                  |       |       |
|     | Heinrich Ludwig Weller        | deutscher Kaufmann                                                                                 |       |       |
|     | Georg Wilhelm Wiesand         | preußischer Landrat, Rittergutsbesitzer und Parlamentarier                                         |       |       |